# Escocia en la Baja Edad Media
Se considera que la Baja Edad Media en Escocia es el periodo que comienza con la muerte del rey Alejandro III en 1286 y termina con la muerte de Jacobo IV en 1513. Durante este periodo, Escocia estableció su independencia de Inglaterra con figuras como William Wallace en el siglo XIII y Robert Bruce en el siglo XIV. En el siglo XV bajo el mando de la Dinastía Estuarda, a pesar de una turbulenta historia política, la Corona ganó mayor control político a expensas de los lores independientes y recuperó la mayoría del territorio perdido hasta aproximadamente las fronteras modernas del país. Sin embargo, la Alianza Antigua con Francia llevó a la armada escocesa a una dura derrota en la Batalla de Flodden en 1513 y a la muerte del Rey Jacobo IV, lo cual terminó en una larga minoría real y en un periodo de inestabilidad política.
La economía de Escocia se desarrolló lentamente en este periodo y la población, de quizá un poco menos de un millón de habitantes a mediados del siglo XIV, empezó a disminuir después de la llegada de la peste negra, cayendo a medio millón a inicios del siglo XVI. Diferentes sistemas sociales y culturales se desarrollaron en las regiones de las Tierras Bajas y las Tierras Altas del país, siendo el gaélico la lengua más común al norte del Tay, mientas que el escocés medio dominó en el sur, donde esta se convirtió en la lengua de la élite dominante, el gobierno y la nueva literatura nacional. Hubo cambios significativos en cuanto a religión, con la aparición de frailes medicantes y la expansión de nuevas devociones, particularmente en los burghs en desarrollo.
Para el fin de este periodo, Escocia había adoptado algunos de los principios más importantes del Renacimiento en el arte, la arquitectura y la literatura, y además se elaboró un sistema educativo desarrollado. Este periodo ha sido visto como en el que emergió una identidad nacional clara en Escocia, así como las distinciones significativas entre las diferentes regiones del país, las cuales serían particularmente importantes en el periodo de la Reforma.

## Historia política

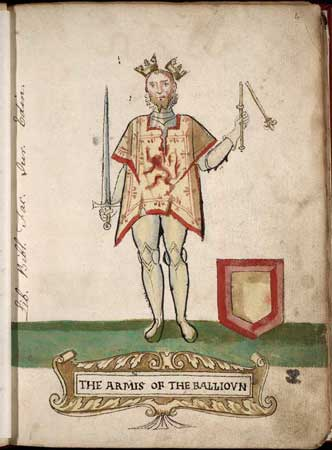
Juan de Balliol: su corona y cetro se rompieron simbólicamente como se muestra en el Forman Armorial de 1562.

### Guerra de Independencia (1286-1371)

#### Juan de Balliol
La muerte del rey Alejandro III en 1286, y la subsecuente muerte de su nieta y heredera Margarita, la Doncella de Noruega, en 1290, dejaron a 14 rivales para la sucesión. Para prevenir una guerra civil los magnates escoceses pidieron a  Eduardo I de Inglaterra que arbitrara. Éste obtuvo reconocimiento legal para que el reino de Escocia se mantuviera como una dependencia feudal al trono de Inglaterra hasta la elección de Juan de Balliol, el contendiente más fuerte, quien se convertiría en Juan I el 30 de noviembre de 1292. Robert Bruce de Annandale, el segundo contendiente más fuerte, aceptó este resultado como su renuncia. Durante los siguientes años Eduardo I usó las concesiones que había ganado para sistemáticamente reducir la autoridad del Rey Juan y la independencia de Escocia. En 1295, Juan, por presiones de sus principales consejeros, entró a una alianza con Francia, iniciando así con la Auld Alliance.
En 1296, Eduardo I invadió Escocia, destituyendo al Rey Juan. Los siguientes años William Wallace y Andrew Murrey levantaron fuerzas para resistir la ocupación y bajo su dirección conjunta un ejército inglés fue derrotado en la Batalla de Stirling Bridge. Murrey murió debido a sus heridas después de la batalla y por poco tiempo Wallace gobernó Escocia en el nombre de Juan de Balliol como Guardián del Reino. Eduardo en persona fue al norte y derrotó a Wallace en la Batalla de Falkirk. Wallace escapó pero probablemente dejó el puesto como Guardián de Escocia. En 1305 cayó en las manos de los ingleses, quienes lo ejecutaron por traición a pesar de que él no le debía lealtad a Inglaterra.

#### Roberto I

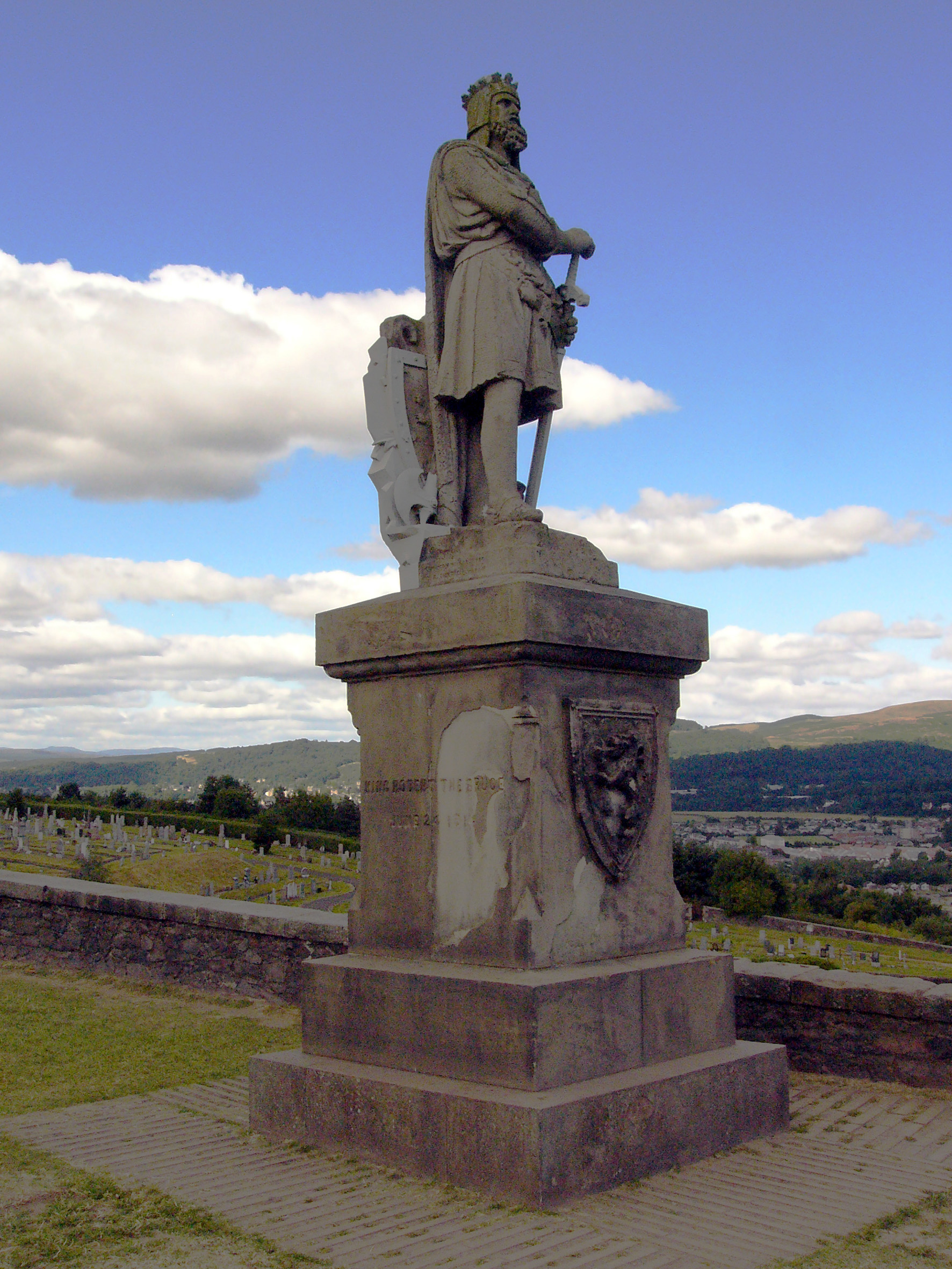
La estatua cerca de Stirling conmemorando a Roberto I.

Los rivales John Comyn y Roberto the Bruce, nieto de Robert Bruce de Annandale, fueron designados como Guardianes conjuntos en lugar de Wallace. En febrero de 1306, Bruce participó en el asesinato de Comyn, en la parroquia Greyfriars Kirk en Dumfries. Siete semanas después, el 25 de marzo, Bruce se coronó como el Rey Roberto I en Scone. Sin embargo las fuerzas de Eduardo invadieron al país después de la derrota de un pequeño ejército de Bruce en la Batalla de Methven. A pesar de la excomunión de Bruce y sus seguidores por el papa Clemente V, su apoyo creció; y para 1314, con la ayuda de nobles importantes como Sir James Douglas y el Conde de Moray, solo los castillos en Bothwell y Stirling permanecieron bajo el control de los ingleses. Eduardo I había muerto en 1307 y su hijo Eduardo II movió un ejército al norte para evitar el asedio del Castillo de Stirling y así reafirmar el control. El ejército fue derrotado por Roberto I en la Batalla de Bannockburn en 1314, asegurando la Independencia.
En 1320 la Declaración de Arbroath, una protesta de los nobles de Escocia para el papa, ayudó a convencer al papa Juan XXII de revocar la excomunión y anular los diferentes actos de sumisión de los Reyes escoceses hacia los reyes ingleses, de forma que la soberanía de Escocia pudiera ser reconocida por las principales dinastías europeas. La Declaración también ha sido vista como una de los documentos más importantes en el desarrollo de la identidad nacional escocesa. El hermano de Roberto, Edward Bruce, llevó a cabo una serie de campañas en contras de las fuerzas inglesas en Irlanda y fue declarado Rey Supremo de Irlanda. Las campañas en Irlanda, aunque en última instancia no tuvieron éxito, abrieron la perspectiva de lo que ha sido caracterizado como la "Gran Escocia Pan-gaélica" (Pan-Gaelic Greater Scotia) bajo la Dinastía Bruce. Las fuerzas de Roberto llevaron a cabo una serie de redadas en el norte de Inglaterra, derrotando al ejército inglés en 1327 en la Batalla de Stanhope Park. Las victorias de Roberto contribuyeron a la destitución de Eduardo II, y así, la minoría de su hijo Eduardo III fue capaz de tomar ventaja y asegurar el Tratado de Edinburgh-Northampton, firmado en mayo de 1328, el cual reconocía a Escocia como un Reino Independiente y a Bruce como su Rey.

#### David II

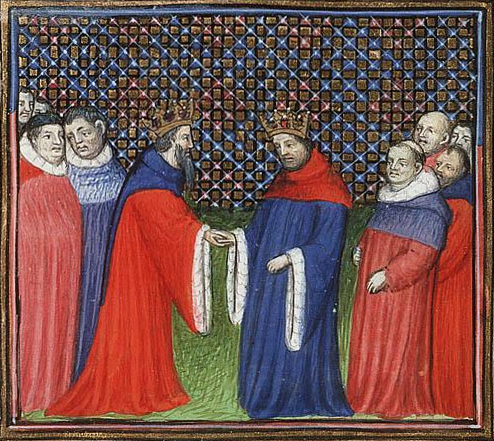
David II (derecha) y Eduardo III de Inglaterra (izquierda).

Roberto I murió en 1329, dejando en el trono a su hijo de 5 años como David II. Durante su minoría de edad, el país fue dirigido por una serie de gobernadores, dos de los cuales murieron como resultado de una nueva invasión de las fuerzas inglesas en 1332. Estas tenían como pretexto la restauración de Eduardo de Balliol, hijo de Juan de Balliol, al trono escocés, empezando así la Segunda Guerra de Independencia. A pesar de las victorias en Dupplin Moor (1332) y Halidon Hill (1333) en contra de una fuerte resistencia escocesa dirigida por Sir Andrew Murray, los sucesivos intentos para asegurar a Balliol el trono fallaron. Eduardo III de Inglaterra perdió el interés en el destino de su protegido después del estallido de la Guerra de los Cien Años con Francia. En 1341, David fue capaz de regresar de un exilio temporal en Francia. En 1346, bajo los términos de la Auld Alliance, invadió Inglaterra por intereses de Francia, pero fue derrotado y tomado prisionero en la Batalla de Neville's Cross el 17 de octubre de 1346 y permanecería en Inglaterra como prisionero durante 11 años. Su primo Roberto Stewart gobernó como Guardián en su ausencia. Balliol finalmente renunció a su petición al trono de Eduardo en 1356, antes de retirarse a Yorkshire, donde murió en 1364.
Sin jurar lealtad a Eduardo III, David fue liberado por un rescate de 100 000 marcos en 1357, pero no fue capaz de pagar, lo que resultó en negociaciones secretas con los ingleses y en intentos para asegurar la sucesión del trono escocés a un rey inglés. Los principales problemas fuero sus matrimonios y el fracaso en tener un heredero. Su primera esposa, Joan, la hermana de Eduardo III, murió sin darle hijos en 1362. Y su segundo matrimonio planeado con Margarita, la viuda del caballero Sir John Logie, dio como resultado a una división partidista que separó a nobles como Roberto Steward. Eventualmente, el Rey respaldó a los oponentes de la Reina e intentó divorciarse de ella. La Reina viajó al continente y apeló al papa por apoyo. Antes de que David pudiera casarse de nuevo, él murió aparentemente de forma inesperada, llevando a la dinastía Bruce a su fin.

### Los Estuardos 1371-1513

#### Roberto II, Roberto III y Jacobo I

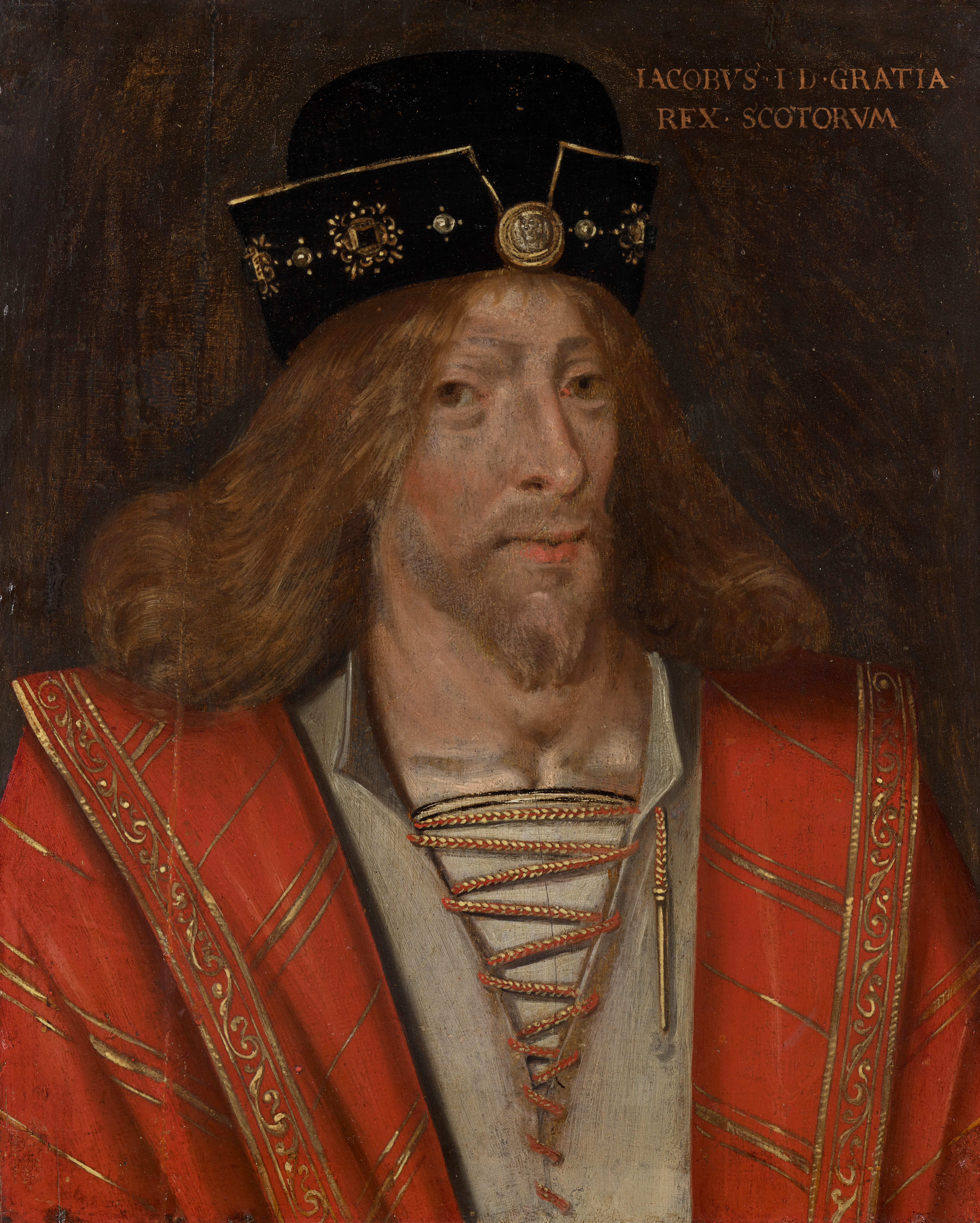
Jacobo I, quien pasó mucho tiempo de su vida como prisionero en Inglaterra.

Después de la inesperada muerte de David II, quien no tuvo descendencia, Robert Stewart, el primero de los monarcas Stewart (después Stuart), llegó al trono en 1371 como Roberto II. A pesar de su venerable edad de 55 años, su hijo, Juan, Conde de Carrick, creció impaciente y asumió las riendas del gobierno como Lord Lieutenant. Una incursión fronteriza dentro de Inglaterra llevó a Roberto a la victoria en Otterburn en 1388, pero a costa de la vida del aliado de su hijo Juan, Jacobo Douglas, Segundo Conde de Douglas. Esto junto al debilitamiento de Carrick, debido a la patada de un caballo, llevó a cambiar el poder de Lieutenant a su hermano Roberto Stewart, Conde de Fife. Cuando Roberto II murió en 1390, Juan tomó el nombre real de Roberto III, para evitar preguntas incómodas sobre la reputación del primer Rey Juan, sin embargo el poder quedó en manos de su hermano Roberto, quien era ahora Duque de Albany. Después de la muerte sospechosa de su hijo mayor David, duque de Rothesay, en 1402, y temiendo por la vida de su hijo menor, Jacobo (el futuro  Jacobo I), lo envió a Francia en 1406. Sin embargo, los ingleses lo capturaron en el camino y pasó los siguientes 18 años como prisionero. Como resultado, tras la muerte de Roberto III Escocia fue gobernada en calidad de regentes primero por Albany, y después de su muerte, por su hijo Murdoch Stewart, Duque de Albany, durante cuyo mandato el país sufrió considerables disturbios.
Cuando los escoceses finalmente accedieron al pago del rescate en 1424, Jacobo tenía 32 años. Regresó a Escocia con su novia inglesa, Juana Beaufort, decidido a afirmar su autoridad. Anuló las concesiones de aduanas y de tierras hechas durante su cautiverio, socavando la posición de aquellos que la habían ganado en su ausencia, particularmente a los Estuardos de Albany. Jacobo intentó ejecutar con mayor medida el cumplimiento de su autoridad a través de más arrestos y confiscaciones de tierras. En 1436, intentó recuperar una de las principales fortalezas fronterizas que estaban en manos de los ingleses en Roxburgh, pero el asedio terminó en una derrota humillante. Fue asesinado por un grupo de conspiradores liderados por Robert Graham, miembro del consejo, cerca de la iglesia de Blackfriars, en Perth en 1437.

#### Jacobo II

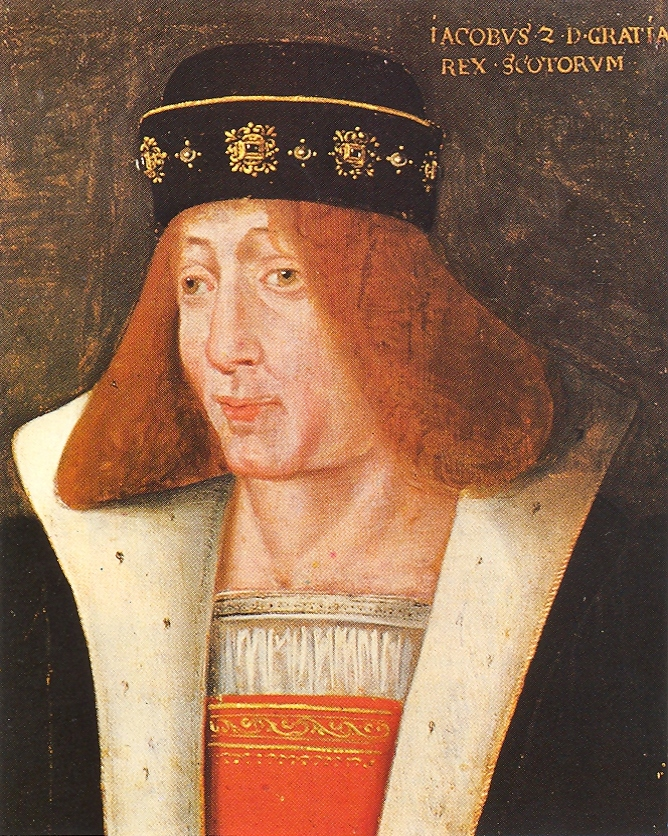
Un retrato de Jacobo II, cuyo eventual éxito militar terminó por su muerte accidental.

Tras el asesinato de Jacobo I ascendió al trono su hijo de siete años, que reinaría como Jacobo II. Después de la ejecución de una serie de presuntos conspiradores, el liderazgo cayó en manos de Archibald Douglas, Quinto Conde de Douglas, como Lieutenant del reino. Después de su muerte en 1439, el poder estuvo compartido entre la familia Douglas, William Crichton (Primer Lord de Crichton y Lord Canciller de Escocia), y Sir Alexander Livingston de Callendar. En 1440, en un intento por socavar el poder de la familia Douglas, Livingstone y Crichton conspiraron para asesinar al joven William Douglas, Sexto Conde de Douglas, y a su hermano, tras una farsa judicial. Este suceso, ocurrido en el castillo de Edimburgo, es conocido como la "cena del toro negro" (Black Dinner). El mayor beneficiario fue el tío de las víctimas, James Douglas, Conde de Avondale, quien se convirtió en el Séptimo Conde de Douglas y emergió como el poder principal en el gobierno.
En 1449 Jacobo II fue declarado rey al haber alcanzado la mayoría de edad, pero los Douglas consolidaron su posición y el rey empezó una larga lucha por el poder, llevando a la muerte del Octavo Conde de Douglas en el castillo de Stirling en febrero de 1452. Esto abrió una intermitente guerra civil mientras Jacobo intentaba hacerse con las tierras de los Douglas, marcada por una serie de reveses humillantes. Gradualmente, Jacobo logró ganarse a los aliados de los Douglas con ofertas de tierras, títulos y cargos, y las fuerzas de los Douglas fueron finalmente derrotados en la Batalla de Arkinholm el 12 de mayo de 1455. Una vez independiente, Jacobo II demostró ser un rey activo e intervencionista. Viajó por el país dispensando justicia y algunas de las políticas impopulares, como la venta de indulgencias, pudieron tener origen en este periodo. Los planes ambiciosos para tomar las Orcadas, las Shetland y la isla de Man fracasaron. Su intento para arrebatar Roxburgo a los ingleses en 1460 fue exitoso, pero a costa de su vida, ya que murió por la explosión de piezas de artillería.

#### Jacobo III

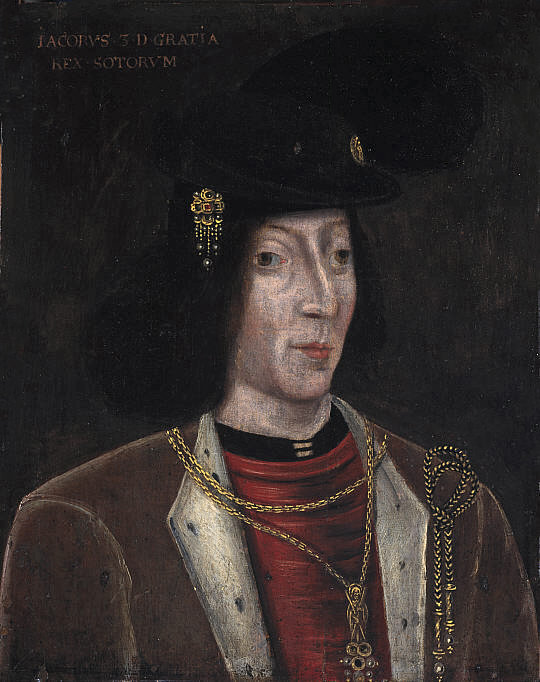
Jacobo III, cuya facción dividió el reino terminó con su muerte.

El hijo de Jacobo II, con nueve o diez años de edad, se convirtió en Rey como Jacobo III, y su viuda María de Gueldres actuó como regente hasta su muerte tres años más tarde. El clan Boyd, dirigid por Lord Robert, emergió como la fuerza principal en el gobierno. Su hijo Thomas se casó con Mary Stewart, hermana del Rey. Sin embargo, al tiempo que prosperaban se hicieron impopulares, y aprovechando la ausencia de Robert y Thomas del país en 1469, el rey ordenó ejecutar a varios miembros de la familia Boyd. Su política exterior incluía un acercamiento con Inglaterra, con su hijo mayor —el futuro Jacobo IV— siendo prometido a Cecilia de York, hija de Eduardo IV de Inglaterra, un cambio político que fue inmensamente impopular en su país.
Durante la década de 1470, algunos conflictos se dieron entre el rey y sus hermanos Alejandro, Duque de Albany y Juan, Conde de Mar. Mar murió sospechosamente en 1480, sus propiedades se perdieron y posiblemente fueron dadas al valido real, Robert Cochrane. Albany huyó a Francia en 1479, acusado de traición. En este punto la alianza con Inglaterra había caído y desde 1480 había una guerra intermitente, seguido por una invasión a gran escala de Escocia dos años después, dirigida por el Duque de Gloucester —el futuro Ricardo III de Inglaterra—, y el Duque de Albany. Jacobo fue hecho prisionero por sus propios súbditos en el Castillo de Edimburgo, y Albany se estableció como Lieutenant. Habiendo tomado Berwick-upon-Tweed, los ingleses se retiraron y el gobierno de Albany comenzó a colapsar forzándolo a huir. A pesar de conspiraciones y algunos intentos de invasión, Jacobo fue capaz de recuperar el poder. Sin embargo, el rey gestionó apartar a los barones, negándose a viajar para impartir justicia, y prefiriendo mantenerse fijo en Edimburgo. Jacobo devaluó la moneda, probablemente creando una crisis financiera, continuó con la alianza con los ingleses y desestimó a sus principales partidarios, incluyendo a su canciller Colin Campbell, I conde de Argyll. Además estuvo distanciado de su esposa, Margarita de Dinamarca, y de su hijo Jacobo, quienes vivían es Stirling. Las cosas llegaron a un punto crítico en 1488 cuando enfrentó un levantamiento armado de los nobles descontentos, y algunos exconcejales, actuando en nombre del príncipe Jacobo IV. Fue derrotado y asesinado en la Batalla de Sauchieburn.

#### Jacobo IV

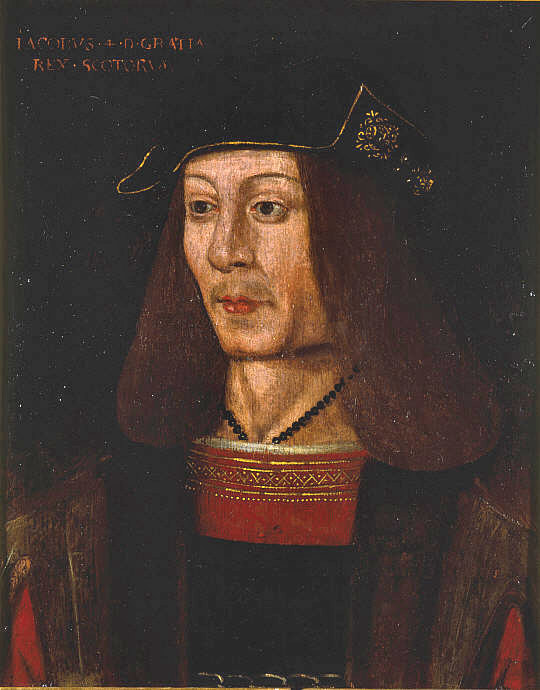
Jacobo IV, uno de los reyes más exitosos de la era hasta su muerte en Flodden.

Jacobo IV tenía 15 años cuando llegó al trono, pero muy pronto demostró tener una mente capaz e independiente. Bajo su reinado Escocia conoció un florecimiento de la cultura bajo la influencia del Renacimiento Europeo. Tuvo un interés directo en la administración de justicia en circuitos legales de justicia. Derrotó una rebelión en el norte, principalmente de los partidarios del asesinado Jacobo III. Esta empezó en Dumbarton en 1489, dirigida por el Conde de Lennox y el Lord Lyle, la cual se extendió al norte. A Jacobo se la atribuye haber puesto bajo control a los Señores de las Islas. Forzándolos a través de la confiscación de las tierras del último señor John MacDonald en 1493, respaldando el poder de Alexander Gordon, III conde de Huntly, en la región y lanzando una serie de campañas navales y asedios que resultaron en la captura o exilio de sus rivales en 1507.
Por un tiempo, Jacobo apoyó a Perkin Warbeck, el pretendiente al trono inglés, lo que lo llevó a una breve invasión de Inglaterra en su nombre en 1496. Sin embargo, después estableció buenas relaciones diplomáticas con Inglaterra, y en 1502 firmaron el Tratado de Paz Perpetua, casándose con la hija de Enrique VII, Margarita Tudor sentando así las bases para la Unión de las Coronas, en el siglo XVII. La animosidad con Enrique VIII de Inglaterra ayudó a impulsar la renovación de la Auld Alliance en 1512. Cuando el papa organizó una Liga Santa, la cual incluía a Inglaterra, en contra de Francia en 1511, Jacobo quedó atrapado entre políticas diplomáticamente incompatibles. Intentó sugerir una Cruzada Europea a Constantinopla, pero después de escaramuzas en la frontera, cuando los franceses fueron atacados por los ingleses, Jacobo le declaró la guerra a Inglaterra y fue excomulgado por el papa. Envió a su armada y artilleros para apoyar a los franceses y en 1513 dirigió un importante ejército de quizá 34 000 soldados a través de la frontera. Después de tomar el Castillo de Norham, gracias a su formidable artillería, marchó hacia el sur, donde la invasión se detuvo decisivamente el 9 de septiembre de 1513 en la Batalla de Flodden. El Rey, algunos de su nobles, y un gran número de tropas ordinarias murieron, conmemorados con la canción "The Floo'ers o' the Forest". De nuevo el gobierno escocés cayó en las manos de regentes en el nombre del infante Jacobo V.

## Geografía

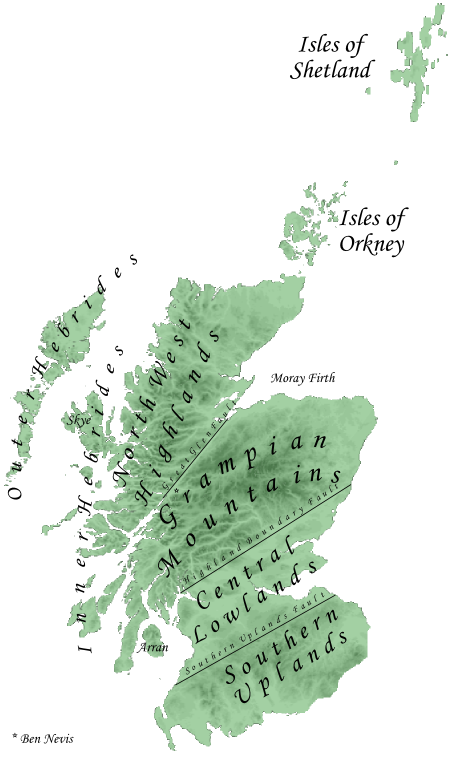
Topografía de Escocia.

El factor determinante en la geografía de Escocia es la distinción entre las Tierras Altas -junto con la Islas en el norte y el oeste- y las Tierras Bajas en el sur y el este. Las tierras altas se dividen además en las Tierras Altas del Noroeste y los Montes Grampianos, separados por la falla del Great Glen. Las tierras bajas están divididas a su vez en el cinturón fértil de las Tierras Bajas Centrales y las mesetas de Southern Uplands, que incluyen los Montes Cheviot, donde quedó definida la frontera con Inglaterra al final de este periodo. La franja de las Tierras Bajas Centrales tiene en promedio 50 millas de ancho y dado que alberga la mayor parte de las tierras agrícolas de buena calidad y tiene las mejores comunicaciones, dio soporte a la mayor parte de la urbanización y de los órganos de gobierno típicos del medievo.  Sin embargo, las Tierras Altas y los Southern Uplands fueron económicamente menos productivas y mucho más difíciles de gobernar. Al mismo tiempo brindaban protección frente a las incursiones inglesas procedentes del sur. Los más decididos intentos ingleses de conquista, bajo el mando de Eduardo I y más tarde de Eduardo III, fueron incapaces de alcanzar las Tierras Altas. No obstante, estas áreas fueron difíciles de gobernar para los Reyes escoceses y mucha de la historia política, después de las guerras de independencia, giraba en torno a los problemas de localismo arraigado en estas regiones.
No fue hasta después de la era medieval que las fronteras de Escocia alcanzaron aproximadamente su extensión moderna. La isla de Man cayó bajo el control de los ingleses en el siglo XIV, a pesar de los muchos intentos de restaurar la autoridad escocesa. Los ingleses fueron capaces de anexar una gran porción de las Tierras Bajas bajo el mando de Eduardo III, pero esas pérdidas fueron gradualmente recuperadas, particularmente mientras los ingleses estaban preocupados con la guerra de las Dos Rosas (1455-1485). En 1468, la última gran adquisición del territorio escocés ocurrió cuando Jacobo III se casó con Margarita de Dinamarca, recibiendo las islas Orcadas y Shetland como pago de su dote. Sin embargo, en 1482, Berwick -fortaleza fronteriza y el más importante puerto de la Escocia medieval-, cayó de nuevo en manos inglesas, donde aún permanece.

## Demografía
Debido a que la Escocia medieval carecía de un gobierno intrusivo y de la creciente burocracia que sí existía en la Inglaterra contemporánea, hay pocas evidencias sobre las que basar estimaciones fiables de la población antes de los inicios del siglo XVIII. Sabiendo que Escocia tenía, en comparación, aproximadamente un sexto de las tierras cultivables de Inglaterra, se ha sugerido que la población pudiera haber sido de una proporción similar, probablemente un poco menos de un millón de habitantes en su pico más alto antes de que la peste negra azotara el país en 1349. Aunque no hay documentación fiable sobre el impacto de la epidemia, hay algunas referencias anecdóticas de tierras abandonadas en las siguientes décadas. Si se dio un patrón como el de Inglaterra, entonces la población pudo haber caído hasta un mínimo de medio millón a finales del siglo XV.
A diferencia de la situación en la redistribución de la población después del desplazamiento forzoso y la Revolución Industrial en los siglos XVIII y XIX, los habitantes habrían estado igualmente distribuidos sobre el reino, con aproximadamente la mitad de ellos viviendo al norte del Tay. Posiblemente el 10 por ciento de la población vivió en alguno de los cincuenta burghs que existieron al inicio del periodo, principalmente en el este y el sur. Se ha sugerido que podían tener en promedio alrededor de 2000 habitantes, pero probablemente muchos tenían menos de 1000 y el más grande, Edimburgo, alrededor de 10 000 al final de la era.

## Economía

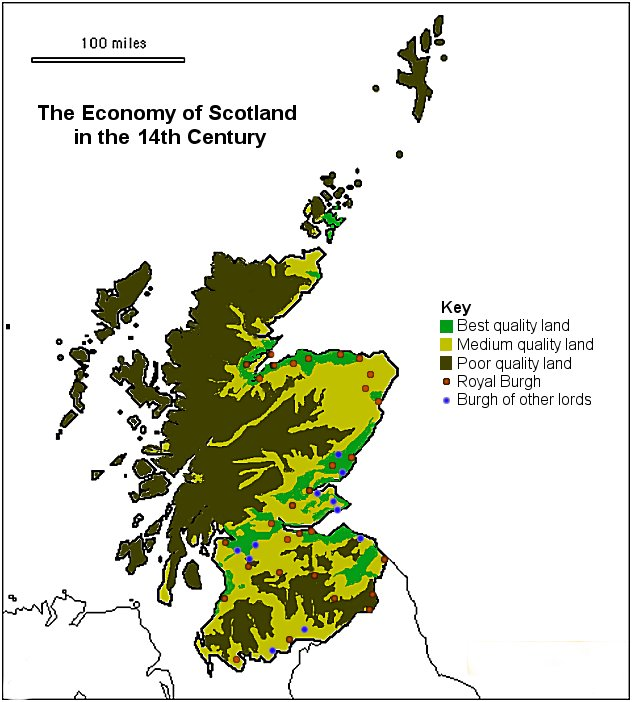
Tierras cultivables y poblaciones en el siglo XIV.

### Agricultura
Escocia tiene aproximadamente la mitad de tamaño que Inglaterra y Gales juntas, pero solo entre una quinta y una sexta parte de la cantidad de tierra cultivable o de pastos. Este hecho, junto con su extensa línea costera, provocó que la pesca fuera esencial en la economía medieval de Escocia, mientras que la agricultura y el pastoreo fueron secundarios. Además, la topografía, la escasez de caminos y la mala calidad de los medios de transporte dificultaban el escaso comercio entre las diferentes áreas del país, con lo que la mayoría de los poblados dependían de lo que se producía localmente, a menudo con pocas reservas en malos años.
La mayoría de la agricultura se organizaba en farmtouns (en las Tierras Bajas) o en bailes (en las Tierras Altas), asentamientos en los que un puñado de familias cultivaban conjuntamente un área adecuada para dos o tres equipos de arado. La tierra se dividía en run rigs, dispuestos ladera abajo para que incluyeran tierras secas y húmedas, ayudando a compensar algunos de los problemas ocasionados por condiciones de clima extremo. Las tierras interiores se cultivaban continuamente, mientras que en las exteriores se rotaba entre cultivo y pasto. La mayoría de la labranza era hecha con un pesado arado de madera con una cuchilla de hierro, tirado por bueyes, que eran más eficaces y más baratos de alimentar que los caballos. Los deberes para con el señor de la tierra usualmente incluían el suministro anual de bueyes para labrar la tierra y la obligación de moler el maíz en el molino del lord.
La economía rural parece haber tenido un auge en el siglo XIII, y tras el paso de la peste negra seguía siendo boyante, pero hacia 1360 hubo una severa caída en los ingresos, lo cual se puede ver en los beneficios clericales, de entre un tercio y la mitad respecto del inicio de la era. Hasta el siglo XV no comenzó una lenta recuperación.

### Burghs

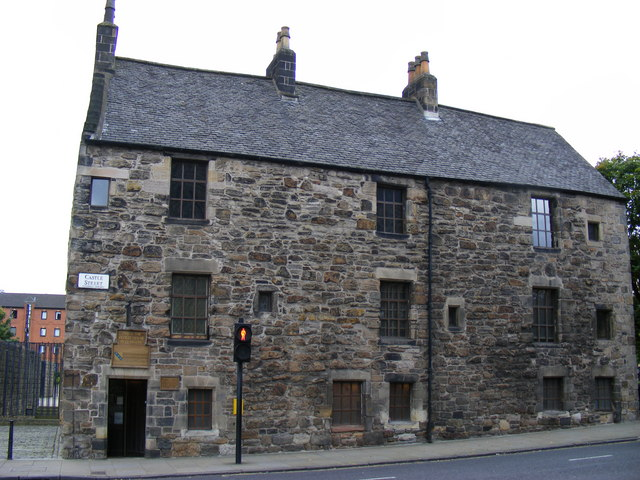
La casa Provand's Lordship es la única que sobrevive del burgh medieval de Glasgow.

La mayoría de los burghs estaban en la costa oeste, entre los que se contaban los más grandes y ricos, como Aberdeen, Perth y Edimburgo, cuyo crecimiento fue facilitado por el comercio con el continente. Aunque en el suroeste  Glasgow estaba empezando a desarrollarse, el comercio marítimo con Irlanda era mucho menos rentable. Además de los principales burghs reales, también existían pequeños burghs baroniales y eclesiásticos, de los que se fundaron 51 entre 1450 y 1516. Muchos de estos eran más pequeños que sus contrapartes reales; excluidos del comercio internacional, actuaban principalmente como mercados locales y centros de artesanía. Probablemente el comercio local se daba con sus zonas de influencia, dependiendo de ellas para el suministro de comida y materias primas. El comercio de lana para exportación fue importante al inicio del periodo, pero fue afectado duramente por una epidemia de sarna ovina, por lo que comenzó a declinar a principios del siglo XV. A pesar de recuperarse hubo otra caída en las exportaciones, ya que los mercados se hundieron a principios del siglo XVI. A diferencia de Inglaterra, los escoceses no se convirtieron en productores de ropa a gran escala, y solo la ropa de baja calidad parece haber sido significativa.

### Oficios, industria y comercio
Hubo relativamente pocos oficios desarrolladas es este periodo, aunque a finales del siglo XV aparecieron industrias nativas de fundición de hierro -lo cual permitió  la producción de artillería-, de platería y de orfebrería, que más tarde serían tan características del país. Como resultado, la exportaciones más importantes fueron de materias primas no procesadas, incluyendo lana, pieles, sal, pescado, animales y carbón, mientras que Escocia frecuentemente carecía de lana, hierro, y durante las malas cosechas, cereales. Las exportaciones de cuero y particularmente las de salmón, donde los escoceses tenían una ventaja decisiva en la calidad respecto a sus rivales, parecen haber resistido mejor que la lana, a pesar de la recesión económica general en Europa como consecuencia de la peste. El creciente deseo entre la corte, los lores, los altos clérigos y comerciantes ricos por bienes lujosos, que debían ser importados, llevó a una escasez crónica de metales preciosos. Esto, y los problemas perennes de las finanzas reales, condujo a varias devaluaciones de la moneda entre el siglo XIV y el XVI, con la cantidad de plata en un penique siendo reducida hasta una quinta parte. El "black money" de baja calidad introducido en 1480 tuvo que ser retirado dos años después y pudo haber ayudado a impulsar una crisis financiera y política.

## Sociedad

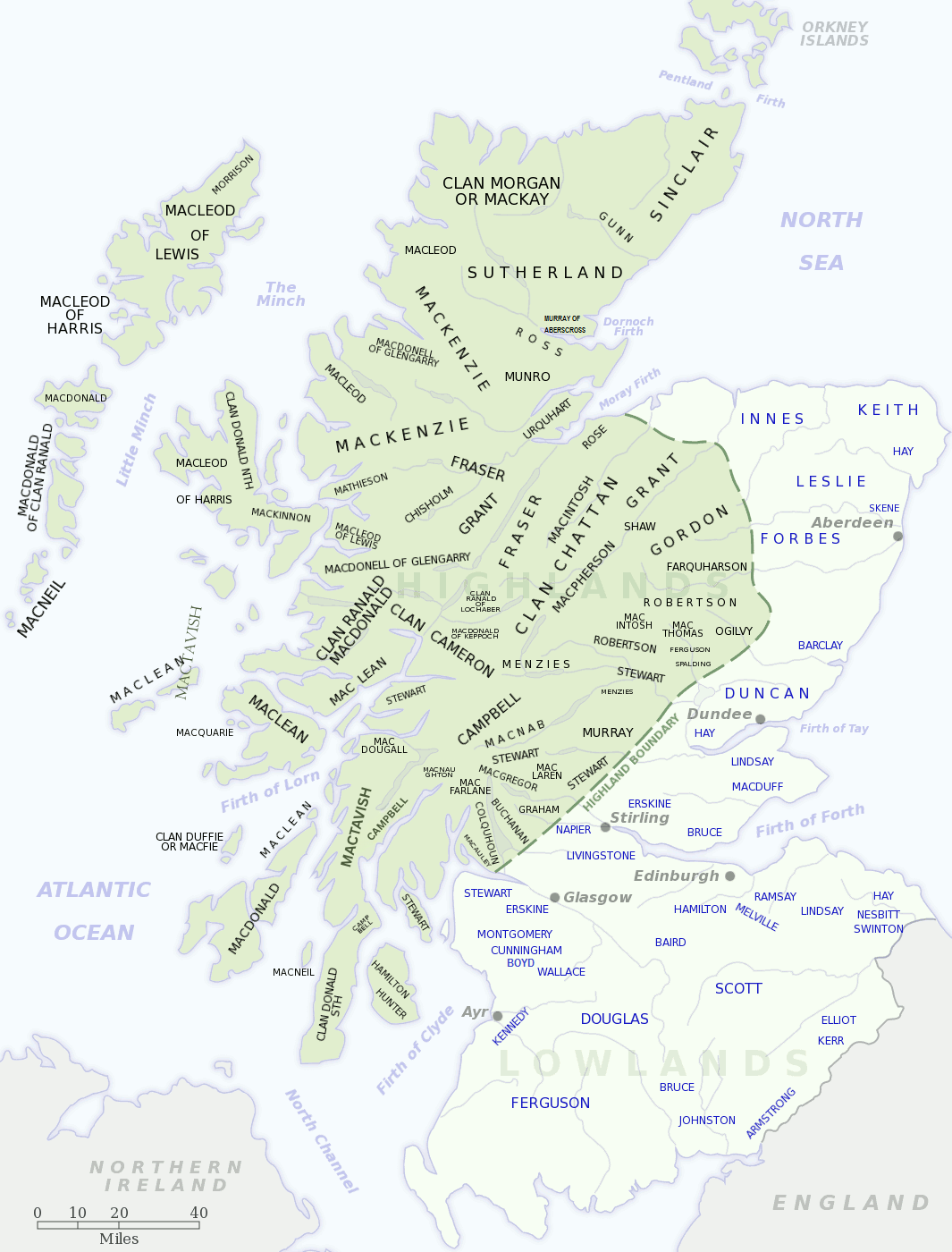
Mapa mostrando los clanes de las Tierras Altas y los parentescos de las Tierras Bajas.

### Parentesco y clanes
El vínculo social fundamental en la Baja Edad Media fue el parentesco. La descendencia era agnada, con miembros de un grupo compartiendo un ancestro común (a veces ficticio), que en el sur a menudo se reflejaba por un apellido común. A diferencia de Inglaterra, donde el parentesco era predominantemente cognado (derivado a través de hombres y mujeres), las mujeres retenían su apellido original en el matrimonio, y estos eran pensados para crear lazos de amistad entre los grupos de familias, más que para crear nuevas líneas de parentesco. Como resultado, un apellido compartido sería visto como una "prueba de parentesco" ("test of kinship"), proporcionando grandes grupos familiares a quienes se podía acudir en caso de necesidad. Esto pudo ayudar a intensificar las contiendas,  generalmente por vengar a un pariente, y para las cuales se podían agrupar muchas familias en cada facción, aunque también existían en ocasiones conflictos entre miembros de una misma familias.
La combinación de parentesco agnaticio y un sistema feudal de obligaciones ha sido vista como la génesis del sistema de clanes en las Tierras Altas, visto en registros del siglo XIII. Los apellidos eran raros en las Tierras Altas hasta los siglos XVII y XVIII; en la Edad Media frecuentemente los miembros de un clan no compartían un mismo nombre y la mayoría de los miembros ordinarios no estaban relacionados con el jefe. La cabeza del clan, al inicio del periodo, era comúnmente el hombre más fuerte de la rama principal del clan. Sin embargo después se extendió la primogenitura, con lo que el hijo mayor del último jefe heredaba el poder. Las principales familias de un clan formaban la nata (the fine), equivalente de los gentlemen de las Tierras Bajas, encargada del gobierno en tiempos de paz y del liderazgo en la guerra, Por debajo de ellos estaban los daoine usisle (en gaélico) o tacksmen (en escocés), rango de ayudantes que administraban las tierras de los clanes y recolectaban las rentas. En las islas y a lo largo de la costa occidental existían los buannachann, quienes actuaban como una élite militar, defendiendo las tierras del clan o participando en ataques a sus enemigos. La mayor parte de los seguidores del clan eran arrendatarios que suministraban mano de obra para los jefes del clan, y a veces actuaban como soldados. En la era moderna solían tomar por apellido el nombre del clan, convirtiéndolo en una enorme (aunque ficticia) familia.

### Estructura social

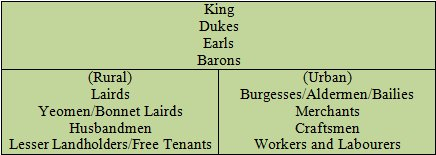
Tabla de rangos sociales durante este periodo.

A finales del medievo la terminología usada para describir los diferentes rangos en la escala social escocesa fue progresivamente dominada por el lenguaje escocés. Como resultado de ello, empezó a mimetizar los términos usados en Inglaterra. Esta concepción de los rangos acabó siendo reflejada en la legislación militar y suntuaria (desde 1430), que estableció el tipo de armas y armaduras que debían mantener, y la ropa que podían usar los diferentes rangos. Debajo del Rey estaba un pequeño número de duques (por lo general descendientes de parientes próximos al Rey) y los earls (condes), que formaban la alta nobleza. Debajo de ellos estaban los barones, y desde 1440 y con el mismo rango, los Lores del Parlamento (Lord of Paliament), el nivel más bajo de la nobleza con derecho para atender los asuntos de Estado. Hubo entre 40 y 60 de ellos en Escocia durante este periodo. A los miembros de estos rangos, especialmente si habían cumplido un servicio militar o administrativo para la Corona, se les permitía alcanzar el rango de caballero.
Debajo de ellos se encontraban los lairds, equivalente a los gentlemen ingleses. La mayoría estaban de alguna forma al servicio de la nobleza principal (major nobility), ya sea mediante obligaciones laborales o militares. En torno a la mitad compartían con sus nobles el nombre y a menudo tenían un lejano y dudoso parentesco. La servidumbre se extinguió en Escocia en el siglo XIV, aunque bajo la figura del court baron, los propietarios siguieron ejerciendo control sobre sus inquilinos. Debajo de los lords y lairds existía una variedad de grupos, no siempre claramente definidos. Estos incluían a los yeomen, también conocidos como "bonnet lairds", que a menudo poseían gran cantidad de tierras, y debajo de ellos estaban los husbandmen, pequeños propietarios o arrendatarios libres que constituían la mayoría de la población trabajadora.
La sociedad en los burghs estaba encabezada por los comerciantes más ricos, quienes a menudo ocupaban cargos locales como burgueses, aldermen, baillies o miembros del consejo. Para el final del periodo, un pequeño número de estos comerciantes exitosos habían sido nombrados caballeros por sus servicios al Rey, aunque esto parece haber sido una forma excepcional de caballería cívica no comparable con la de los caballeros terratenientes. Debajo de ellos estaban los artesanos y trabajadores que componían la mayoría de la población urbana.

### Conflictos sociales
Los historiadores han estudiado considerables conflictos políticos en los burghs, entre los grandes comerciantes y los artesanos, durante este periodo. Los comerciantes intentaron impedir que los artesanos y gremios limitaran su comercio, sus monopolios y su poder político. Los artesanos trataron de enfatizar su importancia, y de entrar en ámbitos de actividad económica, en la fijación de precios y en los estándares de obra. En el siglo XV una serie de estatutos consolidó la posición política de los comerciantes, con limitaciones en la capacidad de los residentes para influenciar en la composición de los consejos de los burhgs y en otras funciones de regulación asumidas por los bailies.
En la sociedad rural, los historiadores han señalado la falta de evidencias de inquietud generalizada, similar a la Jacquerie de 1358 en Francia y a la revuelta de los campesino de 1381 en Inglaterra, posiblemente porque antes de la Edad Moderna hubo relativamente pocos cambios en la agricultura -como el cercado de terrenos comunales-, que pudieran crear indignación generalizada. En cambio, un factor importante fue la complacencia de inquilinos (tenants) a la hora de apoyar a sus terratenientes en cualquier conflicto en que se involucraran, a lo cual los dueños correspondían con caridad y apoyo. Las sociedades de las Tierras Altas y de zonas fronterizas adquirieron una reputación de tener menos justicia, especialmente debido a la práctica del feud (venganza). Sin embargo, interpretaciones más recientes han señalado al feud, como una forma de prevenir y resolver rápidamente disputas, forzar el arbitraje, y llegar a la compensación y la resolución.

## Gobierno

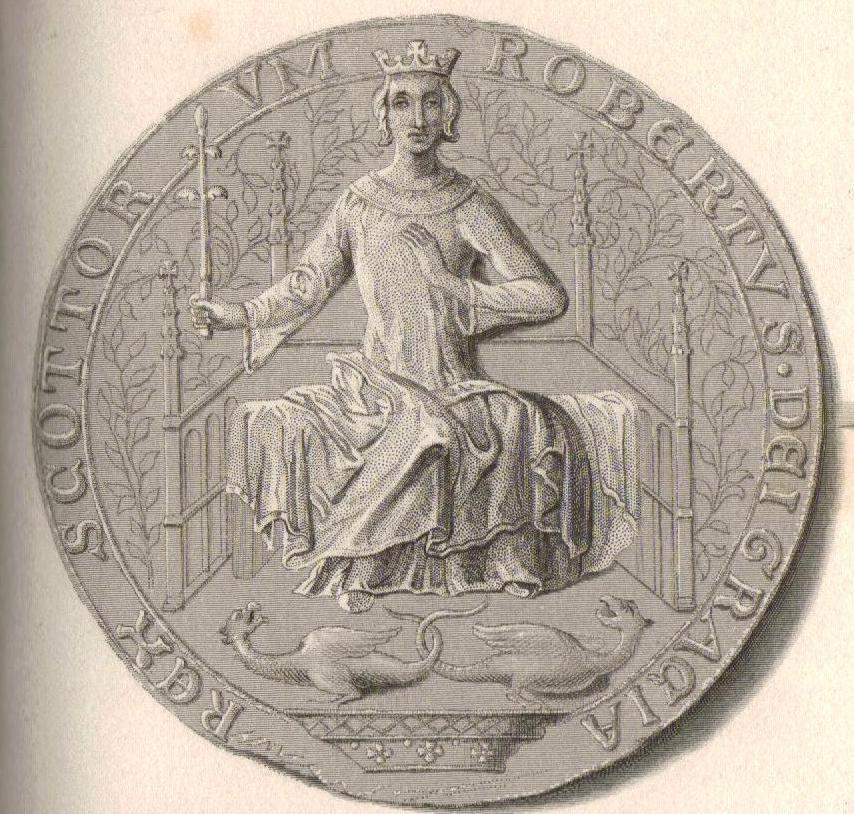
Un grabado de Roberto II representado entronizado como un legislador en su gran asiento.

### La Corona
La Corona era el centro del gobierno de Escocia en la Baja Edad Media. La unificación del Reino, la propagación de las costumbres anglo-normandas, el desarrollo de economía comercial europea y el éxito de Roberto I en alcanzar la independencia de Escocia, ayudaron a levantar el prestigio de la institución. Sin embargo, su autoridad dentro del reino no era indiscutible, al menos para algunos señoríos semiindependientes, lo cual intensificó una serie de crisis, particularmente por las frecuentes minorías de edad del rey y las regencias resultantes. Todo esto, además de la relativa pobreza del reino y la falta de un sistema que regulara los impuestos, ayudó a limitar la escala de la administración central y del gobierno. La corte escocesa actuó principalmente como una institución itinerante -mucho más que la monarquía inglesa-, con el Rey moviéndose entre castillos reales, particularmente en Perth y Stirling. Así mismo, se celebraban sesiones judiciales en todo el reino. Durante el reinado de Jacobo III Edimburgo empezó a imponerse como la capital permanente, a costa de una considerable impopularidad. Como la mayoría de las monarquías de Europa Occidental, la Corona escocesa en el siglo XV adoptó el ejemplo de la Burgundian court, usando la formalidad y elegancia para ponerse en el centro de la vida cultural y política, a través de exhibiciones, rituales y espectáculos, reflejado con nuevos palacios elaborados y patrocinios de las artes.

### Consejo Privado
Después de la Corona, la institución gubernamental más importante era el Consejo Privado, compuesto por los asesores más cercanos al Rey, pero los cuales, a diferencia de Inglaterra, tenían poderes legislativos y judiciales. El consejo era relativamente pequeño, con normalmente menos de 10 miembros en una reunión, algunos de los cuales eran seleccionados por el Parlamento, particularmente durante las muchas minorías, como un medio para limitar el poder del regente. El consejo era prácticamente una institución a tiempo completo para finales del siglo XV, y los registros supervivientes del periodo indican que esto era esencial para el funcionamiento de la justicia real. Normalmente, los miembros del consejo eran algunos de los grandes magnates del reino, pero ellos raramente atendían a las juntas. La mayoría de los miembros activos del consejo eran administradores y abogados de carrera, casi exclusivamente clérigos con preparación universitaria. Los más exitosos de ellos ocuparon las más grandes posiciones eclesiásticas en el reino como obispos, y hacia el final del periodo, como arzobispos. A finales del siglo XV, este grupo estaba siendo acompañado por un creciente número de legos (laymen) alfabetizados, con frecuencia abogados seculares, de los cuales los más exitosos ganaron ascensos en el sistema judicial y concesiones de tierras y señoríos. Desde el reinado de Jacobo III en adelante, el puesto de Lord Chancellor -que venía siendo ocupado por clérigos- fue progresivamente tomado por los laymen principales.

### Parlamento

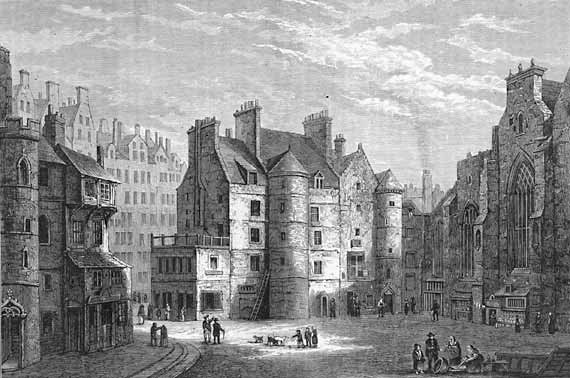
El Old Tolbooth, en Edimburgo, ubicación de los Parlamentos Escoceses desde mediados del hasta mediados del siglo XVII.

El siguiente cuerpo más importante en el esquema de gobierno era el parlamento, el cual se había desarrollado a finales del siglo XIII a partir del King's Council of Bishops and Earls, convertido en un 'colloquium' con un papel político y judicial. A principios del siglo XIV, la asistencia de caballeros (knights) y propietarios libres (freeholders) se había vuelto importante, y probablemente desde 1326, los comisionarios de los burghs se unieron a ellos para formar los Tres Estados (Three Estates), reuniéndose en una variedad de ciudades importantes del reino. Los Tres Estados adquirieron poderes significativos sobre cuestiones particulares, incluyendo dar consentimiento para los impuestos, y también tuvieron fuerte influencia sobre la justicia, la política exterior, la guerra y otras legislaciones, ya fueran políticas, eclesíasticas, sociales o económicas. Para principios de la década de 1450, gran parte de la actividad legislativa del Parlamento Escocés era usualmente llevada a cabo por un comité parlamentario conocido como "Lords of the Articles", escogidos por los Tres Estados para elaborar leyes, las cuales eran después presentadas para ser confirmadas. Los asuntos del parlamento también eran gestionados por instituciones "hermanas", antes de 1500 por el Consejo General (General Council) y posteriormente por la Convención de Estados (Convention of Estates). Estos podían tratar muchos de los asuntos competencia del Parlamento, pero en última instancia carecían de la autoridad de un parlamento completo.  En el siglo XV, el parlamento era convocado casi cada año, más a menudo que su contrapartida inglesa, y estaba dispuesto a ofrecer resistencia o críticas ocasionales a las políticas de la corona, particularmente en el impopular reinado de Jacobo III. Sin embargo, desde alrededor de 1494, después de su éxito contra los Estuardos y Douglas, y sobre los rebeldes en 1482 y 1488, Jacobo VI logró prescindir en gran medida de la Institución y esto pudo llevar a su declive, como otros sistemas del Estado en el continente Europeo, si no hubiera sido por su muerte en 1513 y otra larga minoría.

### Gobierno local
A nivel local, el gobierno combinaba señoríos tradicionales basados en el parentesco con un sistema relativamente pequeño de oficinas reales. Hasta el siglo XV, el modelo antiguo de señoríos importantes sobrevivió intacto por largo tiempo, con la adición de dos nuevos scattered earldoms de los Douglas y Crawford, gracias al patrocinio real después de la Guerra de Independencia, principalmente en las fronteras y el suroeste. La familia dominante fue la de los Estuardos, quienes controlaron muchos de los earldoms. Su adquisición de la Corona, y una serie de conflictos internos y confiscaciones, significaron que para alrededor de 1460 la monarquía había cambiado su posición dentro de reino, ganando el control de la mayoría de los condados y señoríos provinciales. En lugar de manejar señoríos semiindependientes, los grandes magnates tenían estados dispersos y ocasionalmente regiones de influencia. En las Tierras Bajas, la Corona fue capaz de administrar el gobierno a través de un sistema de sheriffdoms y otros oficiales designados, en vez de señoríos semiindependientes. En las Tierras Altas, Jacobo II creó dos nuevos condados provinciales para sus validos favouritos: Argyll para los Campbells y Huntly para los Gordons, los cuales actuaron como baluartes contra el Señorío de las Islas hecho por los Macdonalds. Jacobo IV resolvió en gran medida el problema Macdonald al anexar los estados y títulos de John Macdonald II a la Corona en 1493 después de descubrir sus planes de alianza con los ingleses.

## Guerra

### Ejército
Los ejércitos escoceses de la baja era medieval dependían de una combinación de formas de servicio familiares, comunales y feudales. El "Scottish service" (servitum Scoticanum), también conocido como "common service" (communis exertcitus), la leva de todos los hombres libre y aptos con edades entre los 16 y 60 años, proveía la mayor parte de las fuerzas armadas, con (por decreto) 8 días de aviso. Las obligaciones feudales, por las que algunos caballeros poseían castillos y tierras a cambio del servicio, proveían tropas por periodos de 40 días. Para la segunda mitad del siglo XIV, comenzaron aparecer tropas profesionales, particularmente hombres de armas y arqueros, mediante el empleo de contratos de dinero en bonos (bonds) o bandos de Manrent -un tipo de vasallaje similar al indenture (trabajador no abonado) en Inglaterra. En la práctica, las formas de servicio tendieron a difuminarse y superponerse, por lo que muchos lores escoceses trajeron contingentes de entre sus parientes.
Este sistema produjo un número relativamente grande de soldados de infantería mal armados, principalmente con lanzas de 12 a 14 pies (3,60-4.20 m). A menudo, utilizaban una formación defensiva llamada shiltron, capaz de contrarrestar a la caballería como lo hicieron en Bannockburn, pero vulnerable a las flechas (y después a la artillería de fuego) y eran relativamente inmóviles, como lo demostraron en Halidon Hill. A finales del siglo XV hubo intentos de reemplazar las lanzas por unas más grandes de 15½ a 18½ pies, para imitar los éxitos conseguidos sobre las tropas montadas en los Países Bajos y Suiza, pero no parecieron tener éxito sino hasta las vísperas de la campaña de Flodden a principios del siglo XVI. Hubo un pequeño número de arqueros y hombres armados, los cuales eran comúnmente superados en número cuando se enfrentaban a los ingleses en el campo de batalla. Los arqueros fueron muy codiciados como mercenarios en los ejércitos franceses en el siglo XV para ayudar a contrarrestar la superioridad inglesa en este sector, convirtiéndose un elemento importante en las guardias reales francesas como en la Garde Écossaise. Los hombres armados escoceses a menudo combatían a pie junto a la infantería, con tal vez una pequeña reserva montada, y se ha sugerido que estas tácticas fueron copiadas y refinadas por los ingleses, llevándolos al éxitos en la Guerra de los Cien Años.

### Artillería

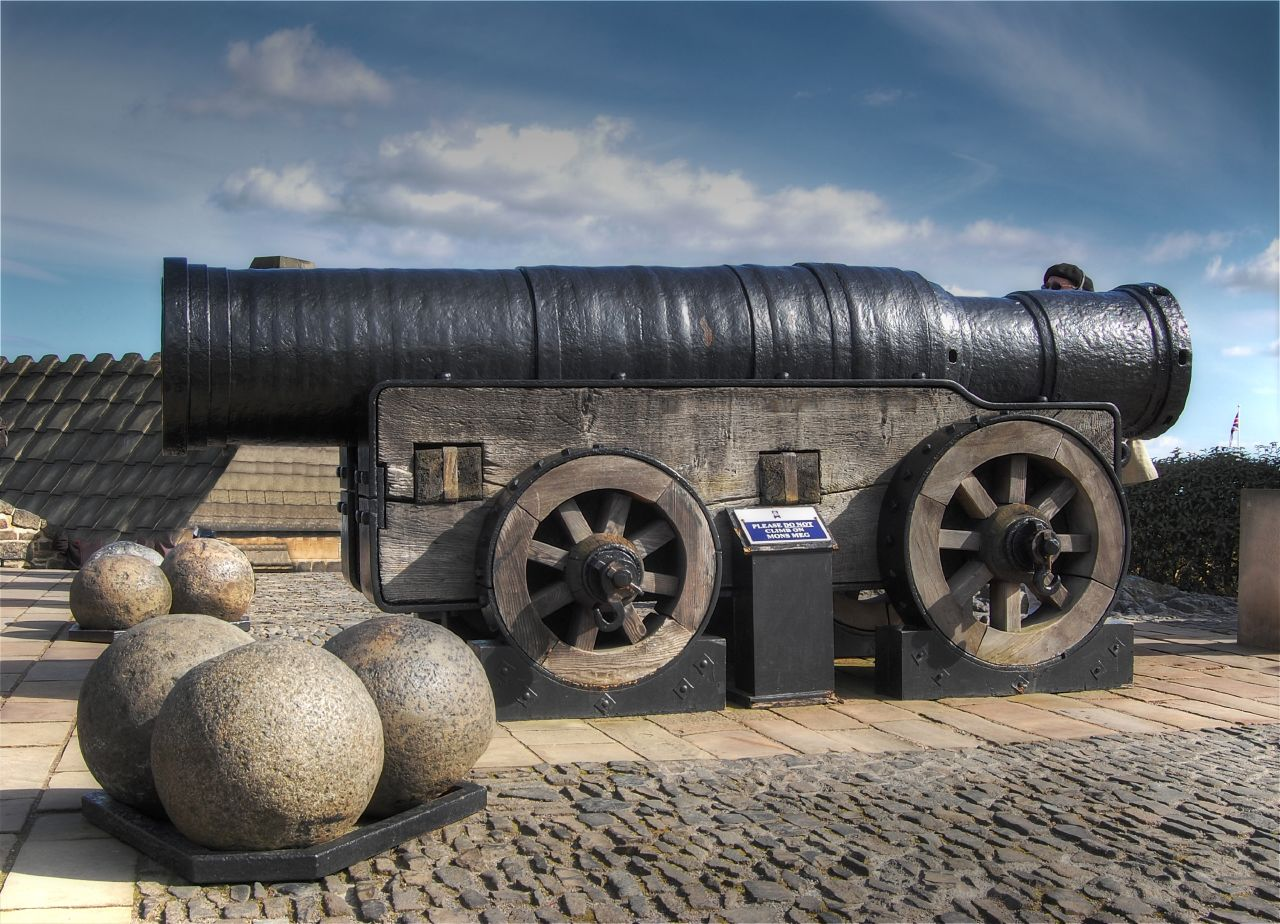
Mons Meg en el castillo de Edimburgo, con sus bolas de cañón de calibre 20" (50 cm).

Los Estuardos intentaron seguir a Francia e Inglaterra en la construcción de un tren de artillería. El fallido asedio del castillo de Roxburgo en 1436 bajo el mando de Jacobo I, fue probablemente el primer conflicto en el que los escoceses hicieron un uso a gran escala de la artillería. Jacobo II tuvo un artillero real y recibió regalos de artillería del continente, incluyendo dos bombardas gigantes hechas por Felipe el Bueno, Duque de Burgundy, uno de ellos, Mons Meg, todavía sobrevive. Y aunque estos probablemente estaban ya obsoletos en el continente, representaron una tecnología militar impresionante cuando llegaron a Escocia. El entusiasmo de Jacobo II por la artillería le costó la vida, y Jacobo III también experimentó mala fortuna cuando la artillería enviada por Segismundo de Austria se hundió en una tormenta en el camino a Escocia en 1481. Jacobo IV llevó a Escocia expertos de Francia, Alemania y de los Países Bajos y estableció una fundición en 1511. El castillo de Edimburgo tuvo una casa de artillería donde los visitantes podían ver la fundición de cañones, que llegaron a formar un tren formidable, permitiéndole enviar cañones a Francia e Irlanda y someter rápidamente al castillo de Norham en la campaña de Flodden. Sin embargo, 18 piezas de artillería pesada tuvieron que ser arrastradas por 400 bueyes, lo que redujo el avance del ejército, probando ser ineficaces contra las armas inglesas de mayor rango y menor calibre en la batalla de Flodden Field.

### Armada

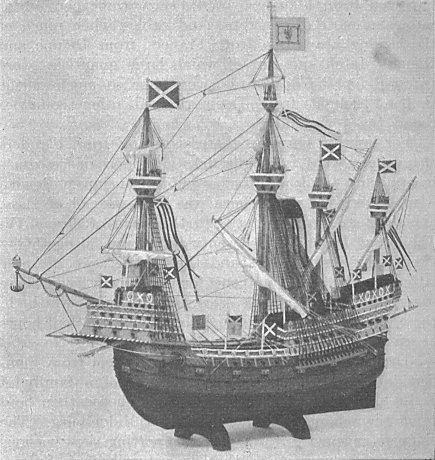
Maqueta del Great Michael, el barco más grande en el mundo cuando fue botado en 1511.

Después del establecimiento de la Independencia de Escocia, Roberto I puso su atención en construir una armada escocesa. Esta se centraba en la costa occidental, con los Exchequer Rolls de 1326 registrando los deberes feudales de sus vasallos en esa región para ayudarle con sus buques y tripulaciones. Hacia el final de su reinado Roberto I supervisó la construcción de al menos un buque de guerra real cerca de su palacio en Cardross en el río Clyde. A finales del siglo XIV, la guerra naval contra Inglaterra se llevó a cabo en gran parte por escoceses contratados, mercantes y corsarios franceses y flamencos. Jacobo I tuvo un gran interés en el poder naval. Después de su regreso a Escocia en 1424, estableció un astillero en Leith, una casa para las tiendas de los marinos y un taller. Los barcos del Rey, uno de los cuales lo acompañó en sus expediciones a las Islas en 1429, fueron construidos y equipados ahí para ser usados para el comercio y la guerra. La oficina del Lord High Admiral fue probablemente fundada en ese periodo. En sus conflictos con los nobles en 1488, Jacobo III recibió asistencia de sus dos barcos de guerra el Flower y el King's Carvel, también conocido como el Yellow Carvel.
Jacobo IV se propuso la empresa de construir una nueva base, fundando un nuevo puerto en Newhaven en mayo de 1504, y dos años después ordenó la construcción de una astillero en Airth. La parte alta del Forth estaba protegida por las nuevas fortificaciones en Ichgarvie. El Rey adquirió un total de 38 barcos para la Armada Real Escocesa, incluyendo el Margaret, y el Carrack Michael (también llamado Great Michael). Este último, construido con un alto costo en Newhaven y botado en 1511, era de 240 pies (73 m) de eslora, con un peso de 1000 toneladas, tenía 24 cañones, y era, en ese tiempo, el barco más grande de Europa. Los barcos escoceses tuvieron cierto éxito contra los corsarios, acompañaban al Rey en sus expediciones en las islas e intervinieron en conflictos en Escandinavia y el Báltico. En la campaña de Flooden la flota constaba de 16 barcos grandes y 10 pequeños. Después de una incursión en Carrickfergus (Irlanda) se unieron con los franceses y tuvieron poco impacto en la guerra. Después del desastre en Flooden el Great Michael, y quizá otros barcos, fueron vendidos a los franceses, y el barco del Rey desapareció de los registros reales después de 1516.

## Religión

### La iglesia

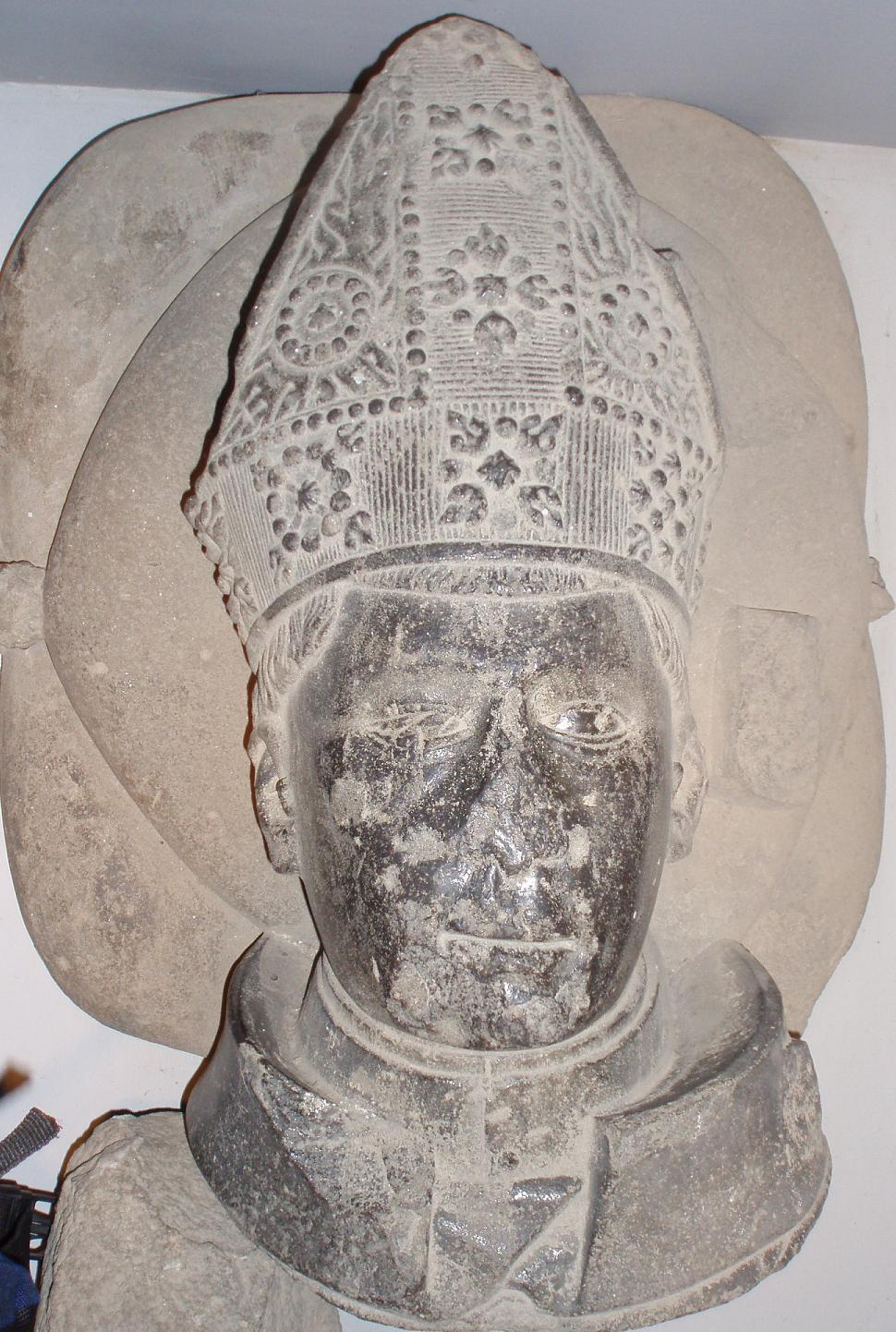
Busto del obispo Henry Wardlaw (1440), Obispo de St Andrews, tutor y consejero de Jacobo I, fundador de The University of St Andrews y una de las figuras clave en la lucha contra la amenaza de los Lolardos.

Desde su independencia de la Organización Eclesiástica Inglesa en 1192, la Iglesia Católica en Escocia había sido una "hija especial de la sede de Roma", teniendo una relación directa con el papa. A falta de arzobispados, en la práctica era dirigida por consejos especiales formados por todos los obispos, siendo el más poderoso de ellos el obispado de St Andrews, que en 1472 se convirtió en el primer arzobispado, seguido por el de Glasgow en 1492. La religión en la Edad Media baja tuvo sus aspectos políticos, con Roberto I llevando el brecbennoch (Relicario Monymusk-del cual se dice que tiene las reliquias de Santa Columba), en la batalla de Bannockburn y Jacobo IV usando las peregrinaciones religiosas en Tain y Whithorn para ayudar a traer a Ross y Galloway bajo autoridad real. También se pretendió diferenciar la práctica litúrgica escocesa de la inglesa, con la creación de una imprenta bajo patente real en 1507, para reemplazar el Rito Sarum en los servicios religiosos. Como en Europa, el colapso de la autoridad papal en el Cisma papal permitió a la Corona Esocesa ganar control efectivo de los principales nombramientos eclesiástico dentro del reino, potestad reconocida por el papado en 1487. Esto condujo a la colocación de clientes y parientes del rey en posiciones clave, incluyendo a Alejandro Estuardo, el hijo ilegítimo de Jacobo IV, quien fue nombrado como arzobispo de St Andrews a la edad de 11 años, intensificando las influencias reales pero también exponiendo a la Iglesia a acusaciones de venalidad y nepotismo. A pesar de esto, las relaciones entre la Corona escocesa y el papado fueron generalmente buenas, con Jacobo IV recibiendo detalles del favor papal.

### Práctica popular
La historiografía tradicional protestante solía acentuar la corrupción e impopularidad de la Iglesia escocesa de la Baja Edad Media. Sin embargo, recientes investigaciones han indicado las maneras en que esta satisfacía las necesidades espirituales de los diferentes grupos sociales. Los historiadores han percibido un declive de los monacatos en este periodo, con algunas casas religiosas manteniendo pequeños grupos de monjes, y los que quedaban a veces abandonaban la vida comunal por un estilo de vida más individual y secular. Los donativos de la nobleza también se redujeron en el siglo XV. En contraste, a finales del siglo XV los burghs vieron el florecimiento de órdenes medicantes de frailes, quienes pusieron énfasis en la predicación y la ministración de la religión a la población. La orden Observant Friars fue organizada como una jurisdicción escocesa desde 1467 y los antiguos Franciscanos y Dominicos fueron reconocidos como jurisdicciones separadas en la década de 1480. En la mayoría de los burghs, a diferencia de las ciudades inglesas donde las iglesias tendían a proliferar, había generalmente solo una parroquia, pero a medida que la doctrina del Purgatorio ganaba importancia en el periodo, el número de capillas, sacerdotes y misas para los muertos dentro de ellas crecieron rápidamente. El número de altares para santos también creció drásticamente, con St. Mary en Dundee teniendo tal vez 48 y St Giles en Edimburgo más de 50, así como lo hicieron el número de santos celebrados en Escocia, con cerca de 90 siendo añadidos a la misa de la Nicholas Church en Aberdeen. También llegaron a Escocia en el siglo XV nuevos cultos; a Jesús, a la Virgen María, pero también a las Cinco Llagas, a la Sangre de Cristo y al Sagrado Nombre de Jesús, así como nuevas festividades como la Presentación de Jesús en el Templo, la Visitación y Nuestra Señora de las Nieves. A inicios del siglo XIV, el papado logró minimizar el problema del pluralismo clerical, pero con beneficios relativamente pobres y escasez de clero, particularmente después de la peste negra, en el siglo XV el número de cleros manteniendo dos o más beneficios eclesiásticos crecieron rápidamente. Esto significó que los párrocos venían de los rangos menos educados de la profesión, llevando a frecuentes quejas sobre su nivel de educación o habilidad, aunque hay poca evidencia de que realmente estuviera disminuyendo. La herejía, en forma de Lolardos, empezó a llegar a Escocia de Inglaterra a inicios del siglo XV, pero a pesar de la evidencia de quema de herejes, y de un relativo apoyo por sus elementos anti-sacramentales, es probable que se mantuviera como un movimiento relativamente pequeño.

## Cultura

### Educación

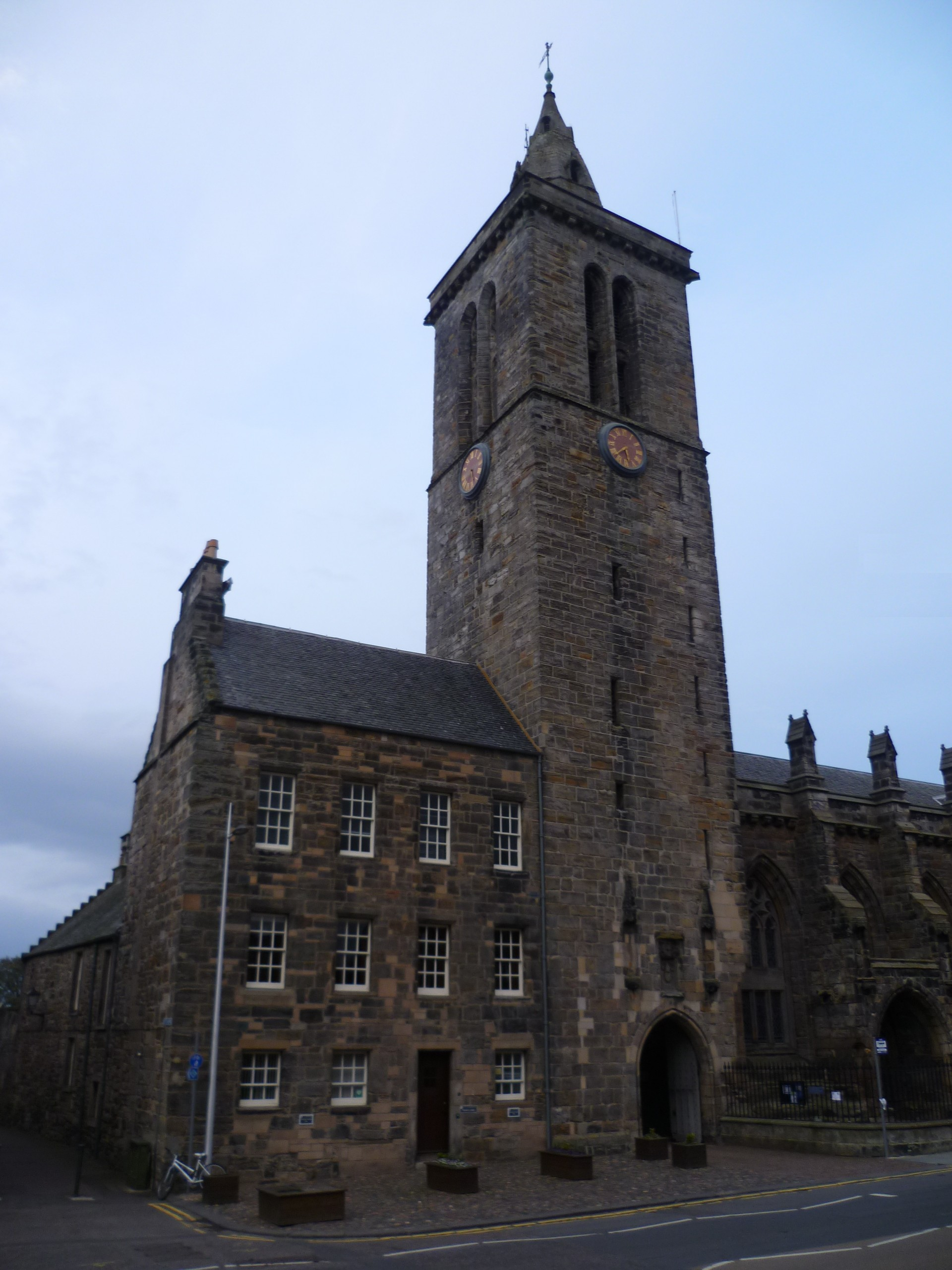
Torre del Colegio de St. Salvator, Universidad de Saint Andrews.

En este periodo, la educación escocesa estaba dominada por la Iglesia y en gran parte dirigida hacia la formación y educación de clérigos. En la Baja Edad Media, hubo un incremento general en el número de instituciones educativas, así como un incremento en su uso por los laicos. Estas incluían clases particulares para las familias de lores y burgueses ricos, escuelas de canto vinculadas a las principales iglesias, y también un número creciente de escuelas de gramática que estaban surgiendo en los burghs. Estas eran casi exclusivas para hombres, pero para el final del siglo XV, Edimburgo también tenía escuelas para mujeres. El énfasis en la educación creció con la adopción del Acta de Educación de 1496, la cual decretó que todos los hijos de los barones y propietarios libres debían asistir a las escuelas de gramática. Todo esto resultó en un incremento en la alfabetización, pero esta se centró en gran medida entre los hombres y la élite rica, con quizás el sesenta por ciento de la nobleza siendo alfabeta para el final del periodo.
Hasta el siglo XV, quienes querían asistir a la universidad tuvieron que viajara a Inglaterra o al continente, pero esta situación cambió tras la fundación de la Universidad de Saint Andrews en 1413, la Universidad de Glasgow en 1452 y la Universidad de Aberdeen en 1495. Inicialmente estas instituciones fueron diseñadas para la formación de clérigos, pero fueron crecientemente usadas por legos (laymen) quienes empezaron a desafiar al monopolio clerical con sus puestos administrativos en el gobierno y la ley. Los eruditos escoceses continuaron visitando el continente para sus segundas licenciaturas y este contacto internacional ayudó a traer las nuevas ideas del humanismo a la vida intelectual escocesa.

### Arte y arquitectura

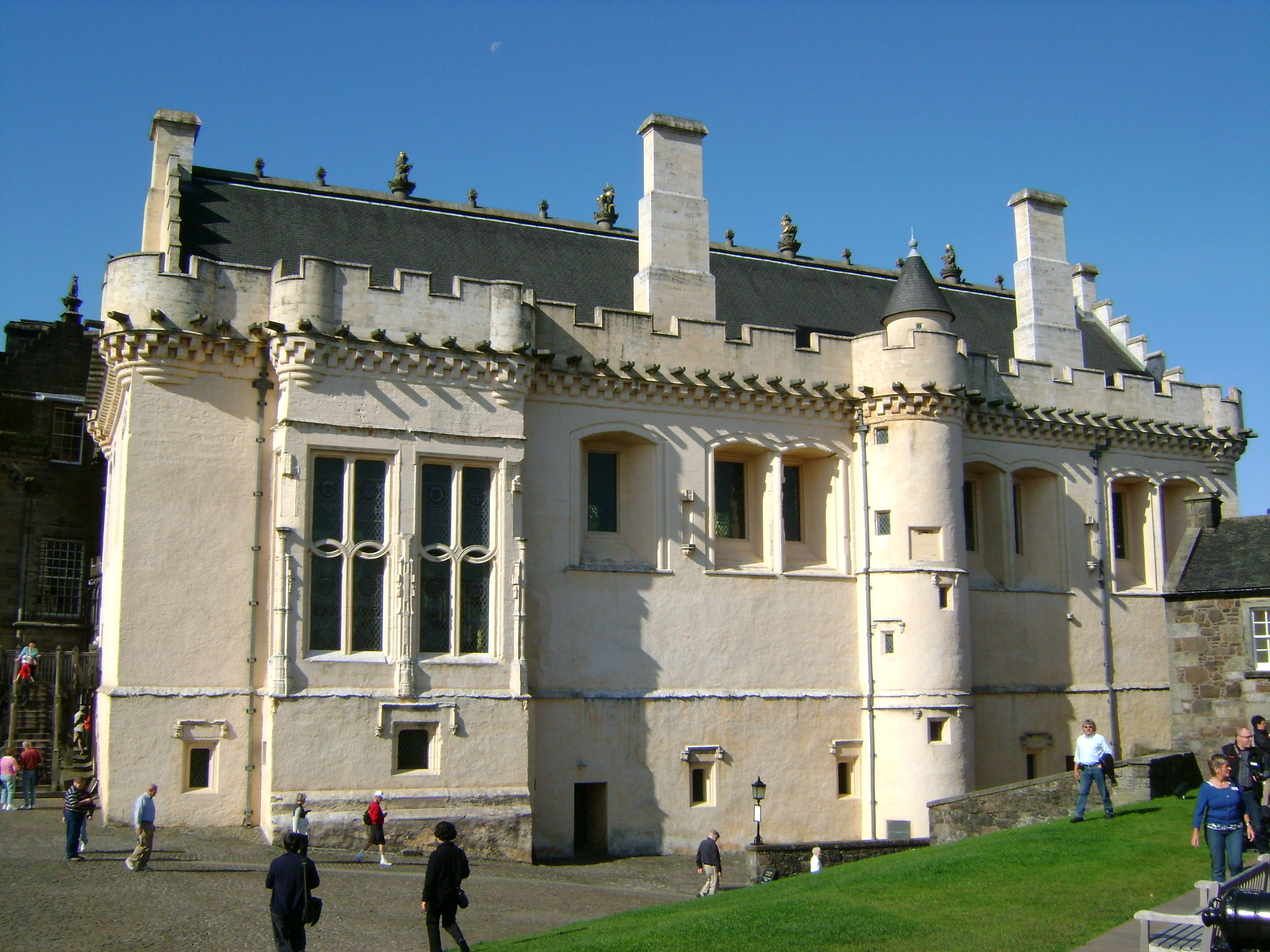
The Great Hall del castillo de Stirling, construido por Jacobo IV a finales del siglo XV, mostrando una combinación de características tradicionales escocesas y europeas.

Escocia es conocida por sus castillos espectacularmente ubicados, muchos de los cuales datan del periodo medieval bajo. En contraste con Inglaterra, donde los adinerados empezaron a trasladarse a mansiones más confortables, en Escocia se siguieron construyendo castillos hasta la Edad Moderna, convirtiéndose en el estilo Scottish Baronial en el siglo XIX, popular entre la baja aristocracia y los comerciantes. Este tipo de construcciones, comúnmente construidas para la defensa en forma de casas torre, se caracterizaban por torreones en ménsula y hastiales escalonados, y constituyeron el primer modelo de construcción típicamente escocesa. Los techos de estas casas estaban decoradas con pinturas de colores vivos tanto en las vigas como en los entrepaños, usando motivos con emblemas, de libros de patrones europeos, o interpretaciones artísticas de patrones grotescos. Las más grandes construcciones de este tipo fueron los palacios reales como el de Linlithgow, el de Holyrood, el de Falkland y el remodelado castillo de Stirling, los cuales tienen elementos de la arquitectura europea, sobre tod de Francia y los Países Bajos, adaptados con estilos y materiales escoceses (particularmente piedra y harl). Otros edificios más modestos con influencias continentales pueden ser, por ejemplo, la torre occidental del siglo XV de la iglesia parroquial de St. Mary, en Dundee, o algunos tollbooths (casas consistoriales de los burghs) como el de Dunbar.
La arquitectura de las parroquias en Escocia era mucho menos elaborada que en Inglaterra. Incluso, algunas iglesias eran de planta rectangular, sin transepto ni nave lateral, y muchas veces sin torres. En las Tierras Altas, eran incluso más simples, algunas construidas de mampostería y a veces no se distinguían exteriormente de casas o granjas. Sin embargo, hubo algunas iglesias construidas en un grandioso estilo continental. El maestro-masón francés John Morrow fue contratado para la construcción de la Catedral de Glasgow y la reconstrucción de la abadía de Melrose, ambas consideradas como buenos ejemplos de la arquitectura gótica. Los interiores de las iglesias eran a menudo más elaborados antes de la Reforma, con casas sacramentales altamente decoradas, como las sobrevivientes en Deskford y Kinkell. El tallado en la Capilla Rosslyn, creado a mediados del siglo XV y que representa elaboradamente la progresión de los siete pecados capitales, es considerada como uno de los mejores en el estilo gótico. Las iglesias escocesas del periodo medieval bajo también tenían elaborados monumentos funerarios, como las tumbas Douglas en la ciudad de los Douglas.
Hay muy poca información acerca de los artistas nativos escoceses durante este periodo. Como en Inglaterra, la monarquía pudo haber tenido retratos modelo para copias y reproducciones, pero las versiones que sobreviven son generalmente pobres comparadas con los estándares continentales. Los trabajos y obras importadas del continente son mucho más impresionantes, particularmente los de los Países Bajos, que son considerados generalmente como el centro de la pintura del Renacimiento nórdico. Los productos de estas conexiones incluyeron la delicada lámpara colgante en St. John's Kirk en Perth; los tabernáculos e imágenes de St. Catherine y St. John llevados a Dunkeld; las vestiduras y colgantes en Holyrood; el retablo de Hugo van der Goes para la Trinity College Church en Edimburgo, encargado por Jacobo II; el trabajo por el cual es llamado el «Maestro de Jacobo IV de Escocia» (un retrato de dicho rey), y un libro de horas, ilustrado por Simon Bening, dado por Jacobo IV a Margarita Tudor.

### Lengua y literatura

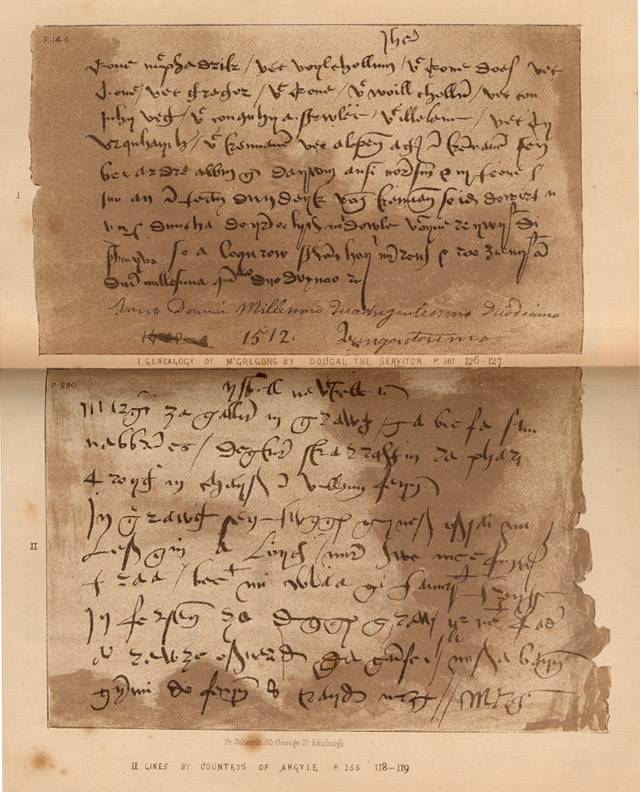
Dos facsímiles del Book of the Dean of Lismore, impresos por William Forbes Skene en 1862.

Fue en este periodo en que el idioma escocés se convirtió el idioma dominante del estado y de la élite social, a la vez que contribuía a formar una identidad nacional escocesa, y haciendo incursiones en la zona de las Tierras Altas a expensas del Gaélico. El escocés medio (Middle Scots), a menudo llamado "English" en este periodo, derivó en gran medida del Idioma anglosajón, con la adición de elementos del Gaélico y del francés. Aunque se asemeja a la lengua hablada en el norte de Inglaterra, se convirtió en un dialecto distinto desde finales del siglo XIV en adelante. Este era el idioma dominante de las Tierras Bajas y las fronteras, llevado ahí en gran medida por colonos anglosajones desde el siglo V, pero empezó a ser adoptado por la élite gobernante a medida que abandonaron gradualmente el francés en la Baja Edad Media. Para el siglo XV, esta era la lengua del gobierno, de los actos del parlamento, de los registros del consejo y de las cuentas de tesorería desde el reinado de Jacobo I. Como resultado, el uso del gaélico, una vez dominante al norte del Tay, comenzó a declinar progresivamente.
El gaélico era el idioma de la tradición barda, que proporcionaba un mecanismo para la transferencia de cultura oral de generación en generación. Miembros de las escuelas bardas eran entrenados con reglas complejas y formas de poesía gaélica. En una sociedad que no sabía leer, ellos fueron los depositarios del conocimiento, incluyendo no solo historias o canciones, sino también las genealogías y la medicina. Solían figurar en algunas de las cortes de los grandes señores, y hasta en las jefaturas de las Tierras Altas al comienzo del periodo. La tradición barda no estaba completamente aislada de las tendencias de otros lugares, incluyendo la poesía de amor influenciada por los desarrollos continentales y por manuscritos médicos de Padua, Salerno y Montpellier traducidos del Latín. La tradición oral gaélica también empezó a manifestarse en forma escrita, con la gran compilación de poesía gaélica el Book of the Dean of Lismore, producido por Jacobo y Duncan MacGregor al inicio del siglo XVI, probablemente diseñado para usarse en las cortes de los grandes jefes. Sin embargo para el siglo XV, escritores de las Tierras Bajas empezaron a tratar al gaélico como una lengua de segunda clase, rústica e incluso graciosa, contribuyendo a crear un clima en contra de las Tierras Altas y a crear una brecha cultural con las Tierras Bajas.
Fue el escocés la lengua que emergió como propia de la literatura nacional en Escocia. El texto importante más antiguo que ha sobrevivido es The Brus (1375) de John Barbour, compuesto bajo el patrocinio de Roberto II, el cual cuenta la historia en poesía épica sobre las acciones de Roberto I desde antes de la invasión inglesa hasta el final de la guerra de independencia. La obra fue extremadamente popular entre los aristócratas que hablaban escocés. Barbour es reconocido como el padre de la poesía escocesa, teniendo un lugar similar al de su contemporáneo Geoffrey Chaucer en Inglaterra. A inicios del siglo XV, aparecieron el verso Orygynale Cronykil of Scotland de Andrew de Wyntoun y The Wallace de Blind Harry, el cual mezclaba el libro de caballerías con las crónicas en verso. Estos fueron probablemente influenciados por versiones escocesas de los romances populares franceses, también escritos durante este periodo, incluyendo The Buik of Alexander, Launcelot of the Laik y The Porteous of Noblenes de Gibert Hay.

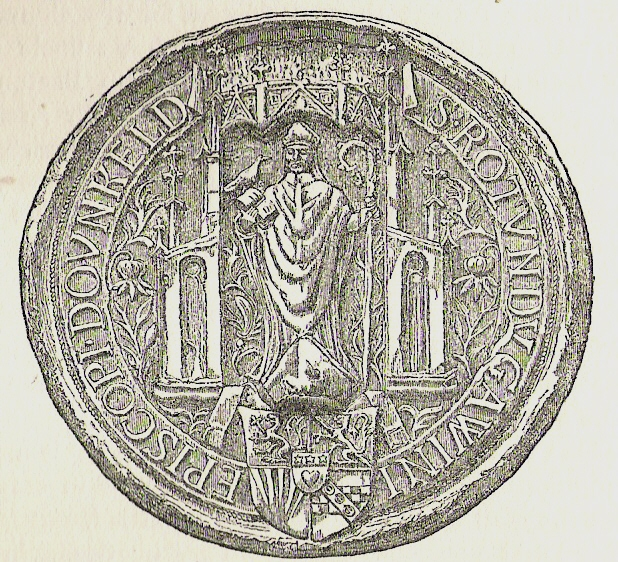
El sello de Gavin Douglas, Obispo de Dunkeld, makar y traductor.

Mucha de la literatura escocesa en este periodo fue producida por makars, poetas relacionados con la corte real. Entre ellos se contaba el propio rey Jacobo I, quien escribió The Kingis Quair. Muchos de los markars tenían educación universitaria y por lo tanto también estaban conectados con la Iglesia. Sin embargo, Lament for the Makaris (1505) de Dunbar proporciona evidencia de una amplia tradición de escritura secular en esta época, fuera de la corte y la Iglesia, perdida su mayoría. Antes de la llegada de la imprenta an Escocia, escritores como Robert Henryson, William Dunbar, Walter Kennedy and Gavin Douglas han sido vistos como pioneros de una edad dorada en la poesía escocesa.
A finales del siglo XV, la prosa escocesa también empezó a desarrollarse como un género. Aunque hay fragmentos originales de prosa escocesa, como Auchinleck Chronicle, el primer trabajo completo superviviente es el The Meroure of Wyssdome (1490) de John Ireland. También hubo traducciones de libros franceses de caballerías en prosa, de los años 1450, y que se han conservado, como The Book of the Law of Armys, Order of Knychthode y el tratado Secreta Secetorum, una obra arábica que se cree pueda ser un consejo de Aristóteles a Alejandro Magno. El trabajo de referencia de la época de Jacobo IV fue la versión de Gavin Douglas de la Eneida de Virgilio, la Eneados, que fue la primera traducción completa de un importante texto clásico a una lengua anglia. Terminada en 1513, sin embargo, fue eclipsada por el desastre en Flodden.

### Música

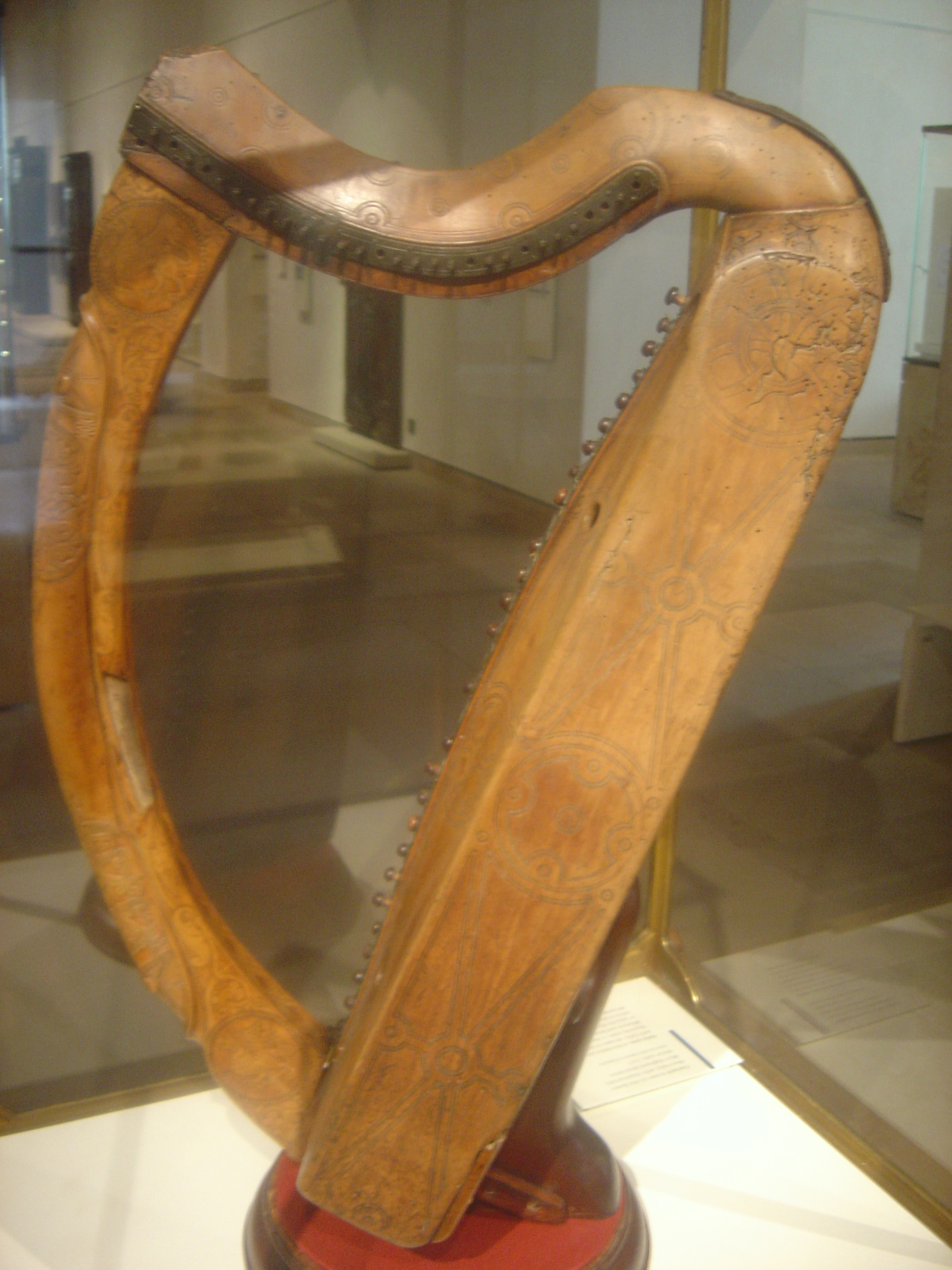
Esta clàrsach escocesa, conocida como la Clàrsach Lumanach o Lamont Harp fue hecha en el oeste de las Tierras Altas (1400).

En Escocia, al igual que en Gales e Irlanda, los bardos actuaban como músicos, poetas, narradores, historiadores, genealogistas y abogados, basándose en una tradición oral que se remontaba a generaciones pasadas. Comúnmente acompañándose a sí mismos con el arpa, también pueden ser vistos en registros de las cortes escocesas en todo el periodo medieval. La música eclesiástica escocesa de la Edad Media Baja recibió fuertes influencias provenientes del continente, con figuras como el estudioso de la música Simon Tailler, quien estudió en París en el siglo XIII antes de regresar a Escocia, donde introdujo nuevos aires en la música religiosa. Las recopilaciones musicales escocesas del siglo XIII, como la  "Wolfenbüttel 677", la cual está relacionada con Saint Andrews, contiene en su mayoría composiciones francesas pero con un estilo marcadamente local. Tras su cautiverio en Inglaterra desde 1406 a 1423, Jacobo I —quien obtuvo allí reputación como poeta y compositor— importó estilos y músicos ingleses y continentales en su retorno a la corte escocesa después de su liberación. A finales del siglo XV una serie de músicos escoceses se formaron en los Países Bajos antes de regresar a casa, incluyendo a John Broune, Thomas Inglis y John Fety. Este último se convirtió en maestro de las escuelas de canto en Aberdeen y después en Edimburgo, introduciendo la nueva técnica para tocar el órgano con cinco dedos. En 1501, Jacobo refundó la Chapel Royal en el Castillo de Stirling, con un nuevo y amplio coro, convirtiéndose en el foco de la música litúrgica escocesa. Las influencias borgoñesas e inglesas fueron probablemente reforzadas cuando la hija de Enrique VII, Margarita Tudor, se casó con Jacobo IV en 1503.

## Identidad nacional
La Edad Media Baja ha sido vista a menudo como la era en que la identidad nacional escocesa se forjó inicialmente, en oposición a los intentos ingleses de anexar al país, y como resultado de cambios sociales y culturales. Las invasiones e interferencias inglesas en Escocia han sido consideradas causantes de haber creado una sensación de unidad nacional y un odio hacia Inglaterra, el cual dominaba la política exterior extranjera hasta bien entrado el siglo XV, haciendo extremadamente difícil para los reyes escoceses como Jacobo III y Jacobo IV aplicar políticas de paz hacia sus vecinos del sur. En particular la Declaración de Arbroath proclamaba la antigua individualidad de Escocia frente a las agresiones inglesas, argumentando que era el oficio del Rey defender la independencia de la comunidad de Escocia. Este documento ha sido visto como la primera "teoría nacionalista de la soberanía".

La cruz de San Andrés, adoptada como un símbolo nacional en este periodo.

La adopción del escocés medio (Middle Scots) por la aristocracia ha sido vista como la construcción de un sentido compartido de solidaridad nacional y cultura entre gobernantes y gobernados, aunque el hecho de que al norte del Tay el gaélico dominara, habría ayudado a ampliar la brecha cultural entre las Tierras Altas y las Tierras Bajas. La literatura nacional de Escocia creada en este periodo empleó leyendas e historias al servicio de la Corona y el nacionalismo, ayudando a fomentar un sentido de identidad nacional al menos dentro de su audiencia de élite. Las epopeyas históricas sobre los Brus y Wallace ayudó a delinear una narrativa de lucha unida contra el enemigo inglés. La literatura Arturica escocesa difería de la versión inglesa de la leyenda mediante el tratamiento del Rey Arturo como villano y de Mordred, el hijo del Rey de los pictos, como héroe. El mito fundacional de los escoceses, sistematizado por Juan de Fordun, situaba los orígenes de los escoceses en el príncipe griego Gathelus y su esposa egipcia Scota, permitiéndole argumentar la superioridad sobre los ingleses, quienes afirmaban descender de los troyanos, los cuales habían sido derrotados por los griegos.
Fue en este periodo que la bandera nacional surgió como un símbolo común. La imagen de San Andrés martirizado mientras está unido a una cruz en forma de X, primero apareció en el Reino de Escocia durante el reinado de Guillermo I y fue representado de nuevo en sellos usados a finales del siglo XV; incluyendo un ejemplo particular usado por los Guardianes de Escocia fechado en 1286. El uso de un símbolo simple asociado con San Andrés, el Saltire, tiene sus orígenes a finales del siglo XIV; el Parlamento de Escocia decretó en 1385 que los soldados deberían usar la cruz blanca de St. Andrew, por delante y por detrás, como identificación. El uso de un fondo azul para la Cruz de San Andrés se dice que data desde al menos el siglo XV. La primera referencia del uso de la Cruz de San Andrés como una bandera es encontrada en el Vienna Book of Hours, hacia 1503.